# Châbons
Châbons [ʃabɔ̃] est une commune française située dans le département de l'Isère en région Auvergne-Rhône-Alpes.
Plus précisément positionné dans la partie méridionale de la région naturelle des Terres froides, la commune est adhérente à la communauté de communes de Bièvre Est. Son territoire est traversé par L'autoroute A48 et héberge le point culminant de cette voie routière, dénommé col de Rossatière, à 595 mètres d'altitude, du nom d'un hameau situé au nord de la commune, à la limite avec la commune voisine de Bizonnes.
Châbons compte un monument historique, le château de Pupetières situé sur la route de Virieu. Ce lieu fut fréquenté par le peintre néerlandais Johan Barthold Jongkind et le vallon qui entoure l'édifice a été célébré par un poème d'Alphonse de Lamartine.
Chabons a su garder une certaine tradition rurale comme l'indique l'organisation d'une « foire aux courges et aux saveurs d'automne » qui se déroule régulièrement le troisième dimanche du mois d'octobre depuis l'an 2000.
Le point culminant de la commune est situé à 692 mètres d'altitude dans le secteur du Bois du Seigneur et ses habitants sont dénommés les chabonnais.

## Géographie

### Situation et description

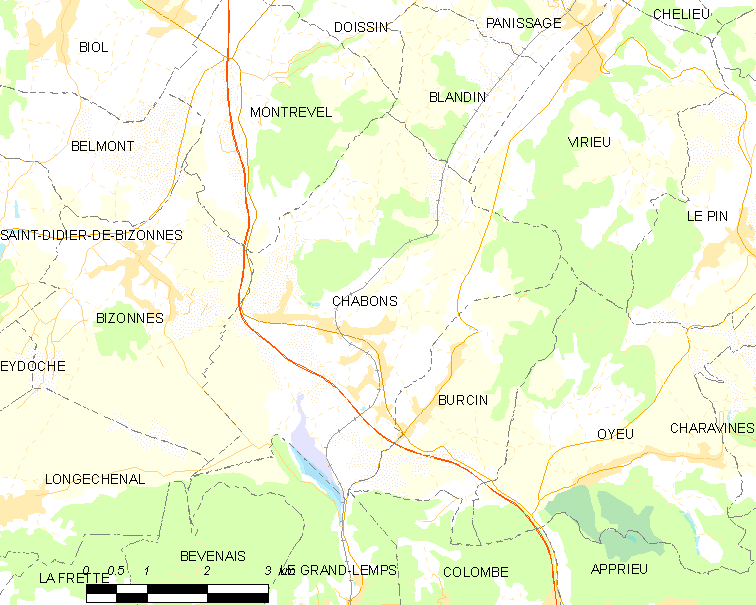
Carte de Châbons et des communes voisines

La commune de Châbons est située dans la partie septentrionale du département de l'Isère, dans l'arrondissement de La Tour-du-Pin à l'est de la Plaine de Bièvre. La commune est par ailleurs adhérente à la communauté de communes de Bièvre Est, dont le siège est situé à Colombe, à l'entrée de la micro-région des Terres froides.
Il s'agit d'une petite agglomération d'un peu plus de 2 000 habitants, essentiellement rurale, composée d'un bourg central assez étendu et traversé par l'ancienne RD520. Le bourg, qui domine la vallée de la Bourbre au nord-est, est entouré de quelques hameaux, dans un paysage très vallonné qui inspira certains artistes comme le peintre Johan Barthold Jongkind et le poète Alphonse de Lamartine.

### Géologie
Le territoire chabonnais se situe entre les régions naturelles du Dauphiné des Terres froides, au nord et à l'est, un pays de collines très marquées et la vaste plaine de Bièvre, situé au sud et à l'ouest.
Le caractère géologique commun à la région des Terres froides qui domine Châbons est le sous-sol composé de molasse marine (pierre de grès tendre, mêlé d'argile et de quartz) datant de l'ère ère tertiaire recouvert par des alluvions, fluvio-glaciaires, déposés à l'ère quaternaire par la fonte des glaces.
Le terme de terres froides est à opposer à celui de terres chaudes au sens où l'entendait Olivier de Serres, c'est-à-dire de terres productives. La plaine de Bièvre, situé au sud-ouest du territoire communal s'abaisse graduellement d'est en ouest.
La dénomination de seuil de Châbons a été utilisé par des géologues pour décrire une marge formée par les restes d'une moraine glaciaire datant de la dernière glaciation, de Würm.

### Communes limitrophes
| Montrevel   |                | Blandin / Val-de-Virieu |
| Bizonnes    | Châbons        | Val-de-Virieu / Burcin  |
| Longechenal | Le Grand-Lemps | Burcin / Colombe        |

### Hydrographie

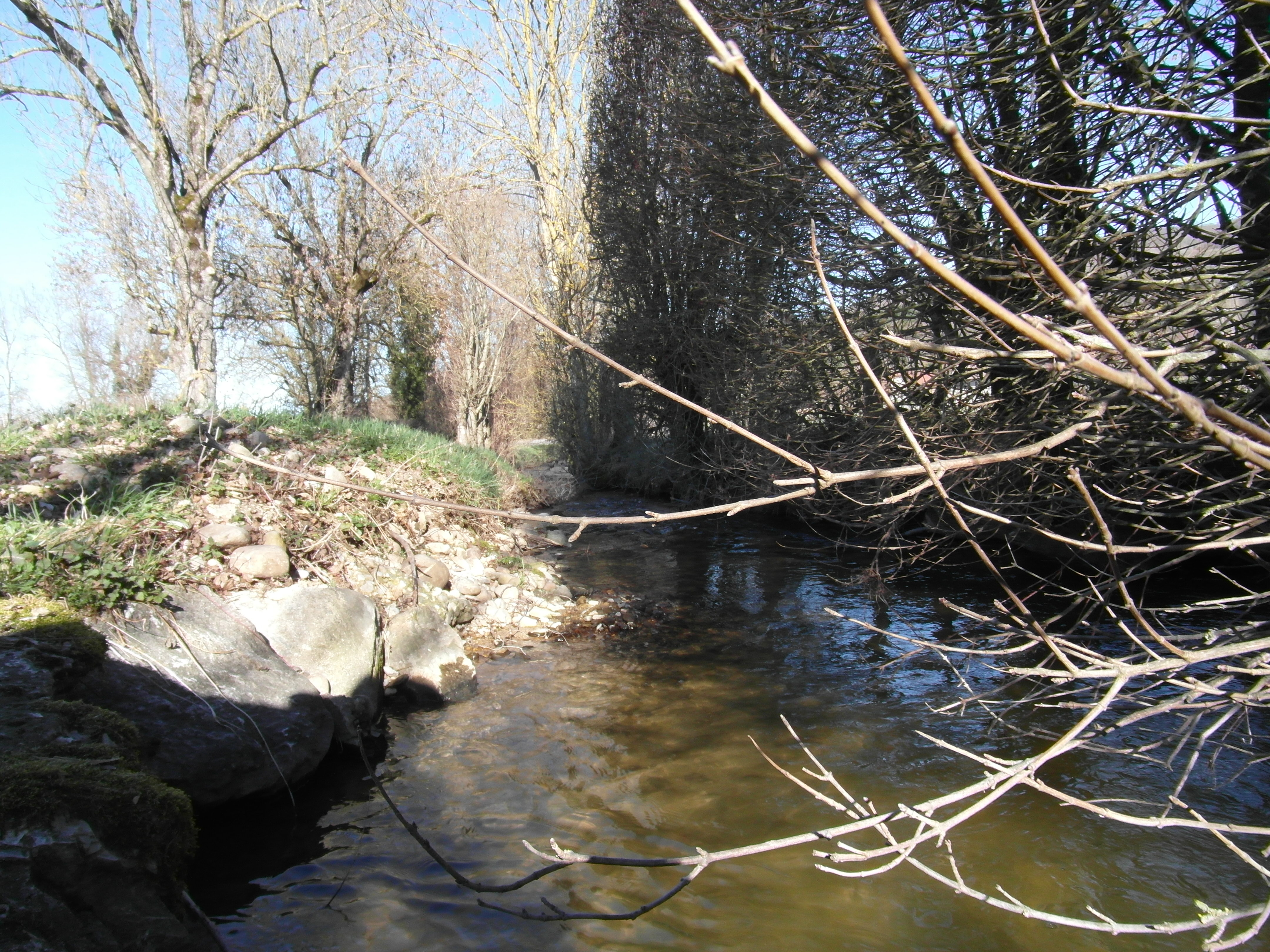
La Bourbre à Châbons.

La commune est bordée dans sa partie orientale par la Bourbre, affluent en rive gauche du Rhône et d'une longueur de 72,2 km.
Celle-ci n'est encore qu'un simple ruisseau durant sa traversée du bourg car la Bourbre prend sa source sur le territoire de la commune voisine de Burcin (site de la ferme de la Bourbre) en limite du territoire de Châbons.
Le territoire de la commune héberge de nombreux étangs dont une partie de l'étang du Grand-Lemps et l'étang du Petit Nan, propriété du Conservatoire d'espaces naturels.

### Climat
Pour des articles plus généraux, voir Climat d'Auvergne-Rhône-Alpes et Climat de l'Isère.
En 2010, le climat de la commune est de type climat des marges montargnardes, selon une étude du Centre national de la recherche scientifique s'appuyant sur une série de données couvrant la période 1971-2000. En 2020, Météo-France publie une typologie des climats de la France métropolitaine dans laquelle la commune est exposée à un climat de montagne ou de marges de montagne et est dans la région climatique Alpes du nord, caractérisée par une pluviométrie annuelle de 1 200 à 1 500 mm, irrégulièrement répartie en été.
Pour la période 1971-2000, la température annuelle moyenne est de 10,5 °C, avec une amplitude thermique annuelle de 17,5 °C. Le cumul annuel moyen de précipitations est de 1 141 mm, avec 9,7 jours de précipitations en janvier et 6,7 jours en juillet. Pour la période 1991-2020, la température moyenne annuelle observée sur la station météorologique de Météo-France la plus proche, « Grenoble-Saint-Geoirs », sur la commune de Saint-Étienne-de-Saint-Geoirs à 14 km à vol d'oiseau, est de 11,5 °C et le cumul annuel moyen de précipitations est de 915,1 mm,. Pour l'avenir, les paramètres climatiques de la commune estimés pour 2050 selon différents scénarios d'émission de gaz à effet de serre sont consultables sur un site dédié publié par Météo-France en novembre 2022.

#### Minimales et maximales des températures enregistrées en 2017
| Mois                              | jan. | fév. | mars | avril | mai  | juin | jui. | août | sep. | oct. | nov. | déc. |
| --------------------------------- | ---- | ---- | ---- | ----- | ---- | ---- | ---- | ---- | ---- | ---- | ---- | ---- |
| Température minimale moyenne (°C) | −5,8 | 1,2  | 4,6  | 4,9   | 10,3 | 15,8 | 15,9 | 15,4 | 11,5 | 6,2  | 1,6  | −1,2 |
| Température maximale moyenne (°C) | 2,7  | 13,6 | 17,5 | 19,1  | 23,6 | 29,2 | 28,8 | 28,6 | 21,7 | 20,5 | 10,2 | 5,1  |

### Voies de communication

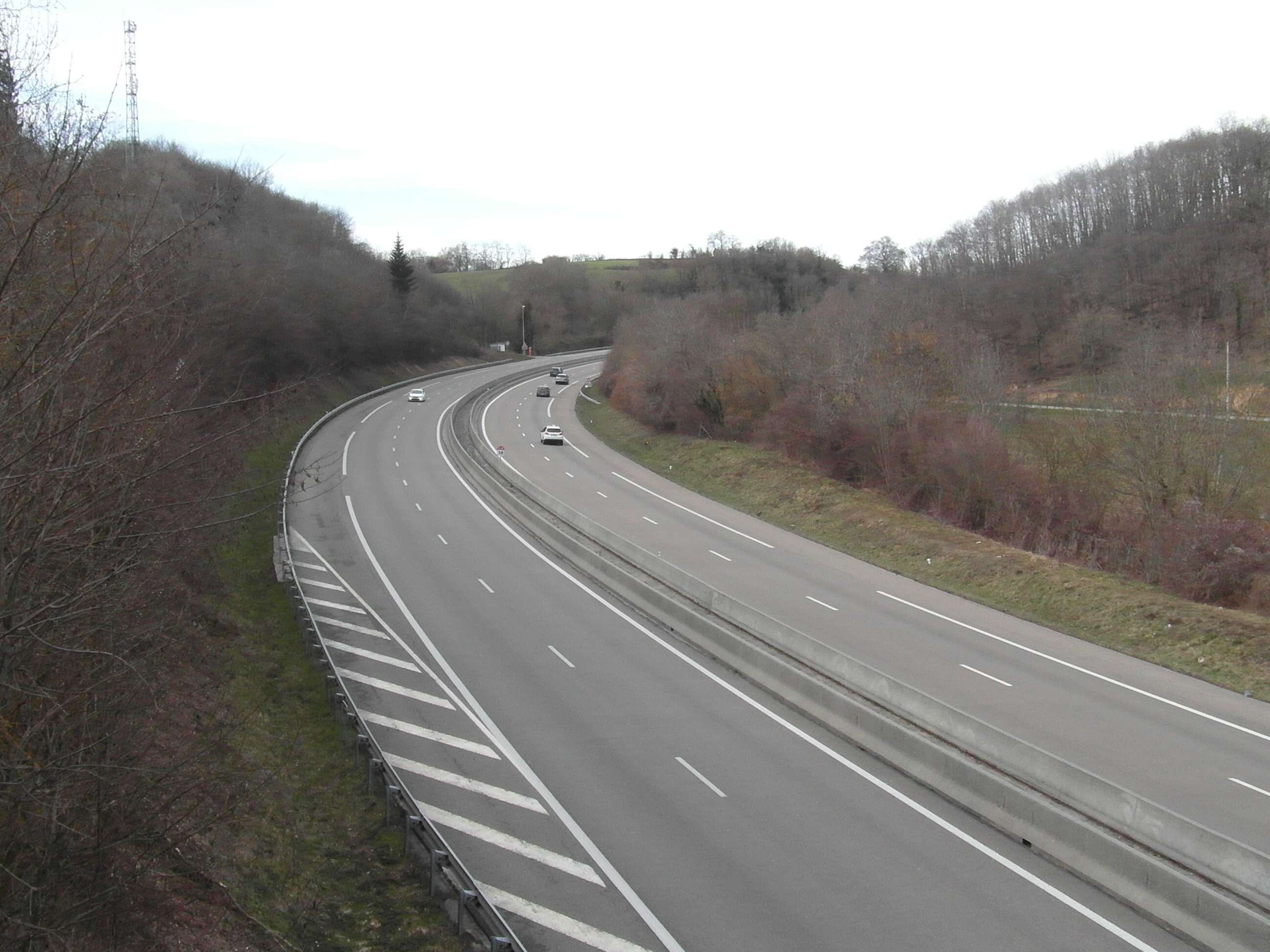
L'A48 à Chabons, dans la montée au Col de Rossatière
(la RD 520 est visible sur la droite)

#### Routes principales
L'autoroute A48  qui relie l'agglomération Lyonnaise à celle de Grenoble traverse entièrement le territoire communal depuis la commune de Burcin et la réserve naturelle de l'étang du Grand-lemps, au sud jusqu'au col de Rossatière (point culminant de cette voie autoroutière), situé à la limite de la commune de Bizonnes, à l'ouest.
La sortie d'autoroute la plus proche (A43) est celle qui dessert l'agglomération de Rives.
- 9 Rives à 10 km : Rives, La Côte-Saint-André

Selon la carte IGN, consultable sur le site géoportail, le territoire communal est également traversé par plusieurs routes départementales :
- La RD520 qui correspond à l'ancien tracé de la RN520 qui autrefois reliait la ville de Bourgoin-Jallieu par Les Éparres à la commune des Échelles en Savoie. Cette route a été déclassée en route départementale lors de la réforme de 1972.
- La RD73 qui croise la route précédente au « carrefour des quatre routes » et qui relie la commune des Abrets-en-Dauphiné à celle de Beaurepaire.
- La RD51e qui rejoint la RD 51b depuis le hameau de Rossatière pour rejoindre la commune de Bizonnes.

### Transport

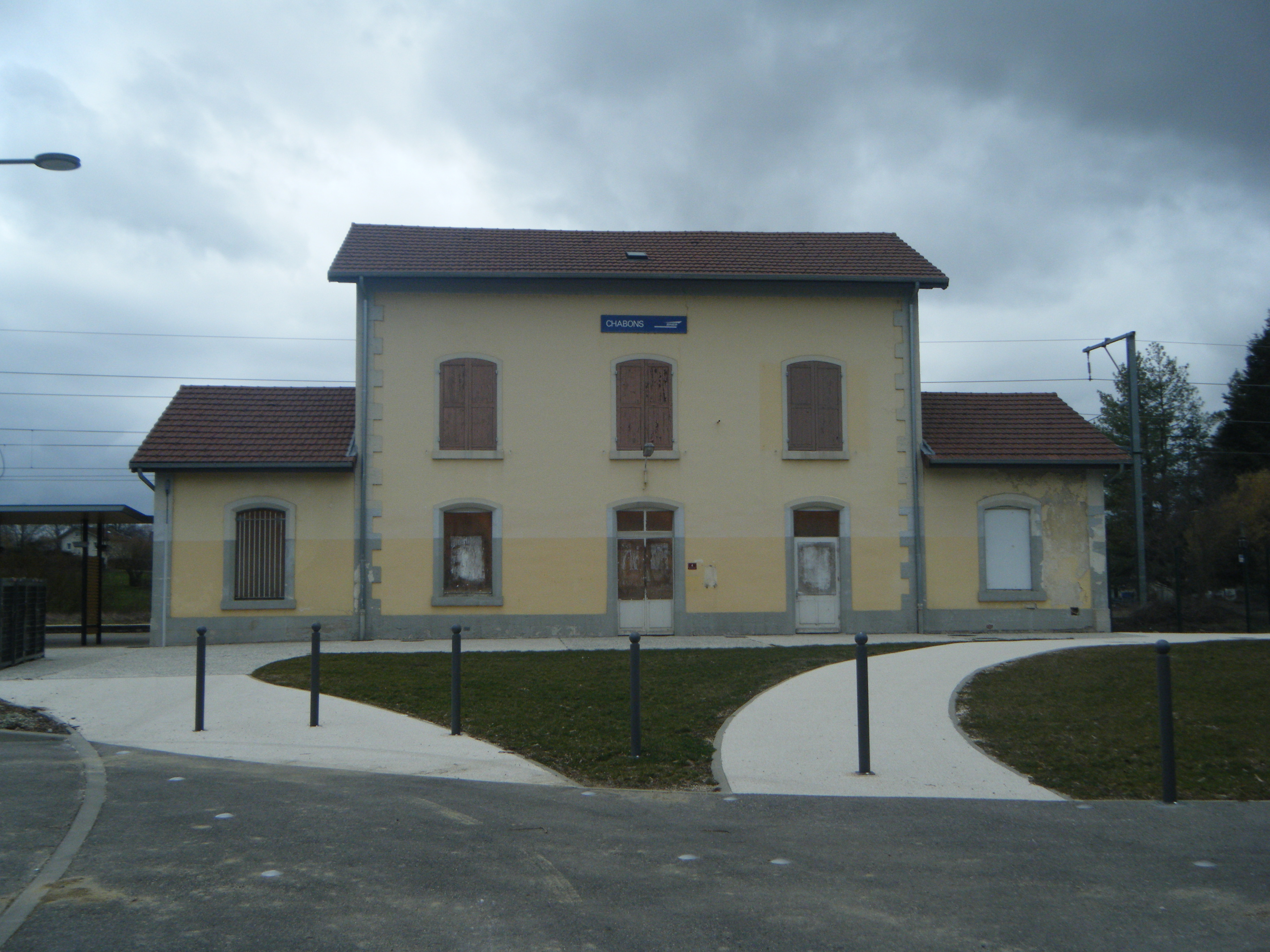
Gare ferroviaire de Châbons en mars 2019.

#### Par train
La gare de Châbons une gare ferroviaire transformée en simple halte voyageurs de la SNCF, desservie par des trains TER Auvergne-Rhône-Alpes. Il n'y a plus de guichet ni de service d'information. Celle-ci permet de se rendre à Grenoble, Lyon, Voiron et Bourgoin-Jallieu ainsi que des stations intermédiaires, soit de façon directe, soit en utilisant des correspondances.

#### Par autocar
La commune est également desservie par le réseau Transisère notamment par la ligne 1130 qui relie la commune du Grand-Lemps à Bourgoin-Jallieu.
La ligne express 7320 qui relie la ville de Beaurepaire à la gare routière de Grenoble possède un arrêt avec un parking relais à environ 9 kilomètres au sud de la commune de Châbons.

## Urbanisme

### Typologie
Au 1er janvier 2024, Châbons est catégorisée bourg rural, selon la nouvelle grille communale de densité à sept niveaux définie par l'Insee en 2022.
Elle est située hors unité urbaine et hors attraction des villes,.

### Occupation des sols
L'occupation des sols de la commune, telle qu'elle ressort de la base de données européenne d’occupation biophysique des sols Corine Land Cover (CLC), est marquée par l'importance des territoires agricoles (77,2 % en 2018), en diminution par rapport à 1990 (78,8 %). La répartition détaillée en 2018 est la suivante : 
zones agricoles hétérogènes (36,1 %), terres arables (30 %), forêts (14,9 %), prairies (11,1 %), zones urbanisées (6,4 %), zones humides intérieures (1,5 %). L'évolution de l’occupation des sols de la commune et de ses infrastructures peut être observée sur les différentes représentations cartographiques du territoire : la carte de Cassini (XVIIIe siècle), la carte d'état-major (1820-1866) et les cartes ou photos aériennes de l'IGN pour la période actuelle (1950 à aujourd'hui).

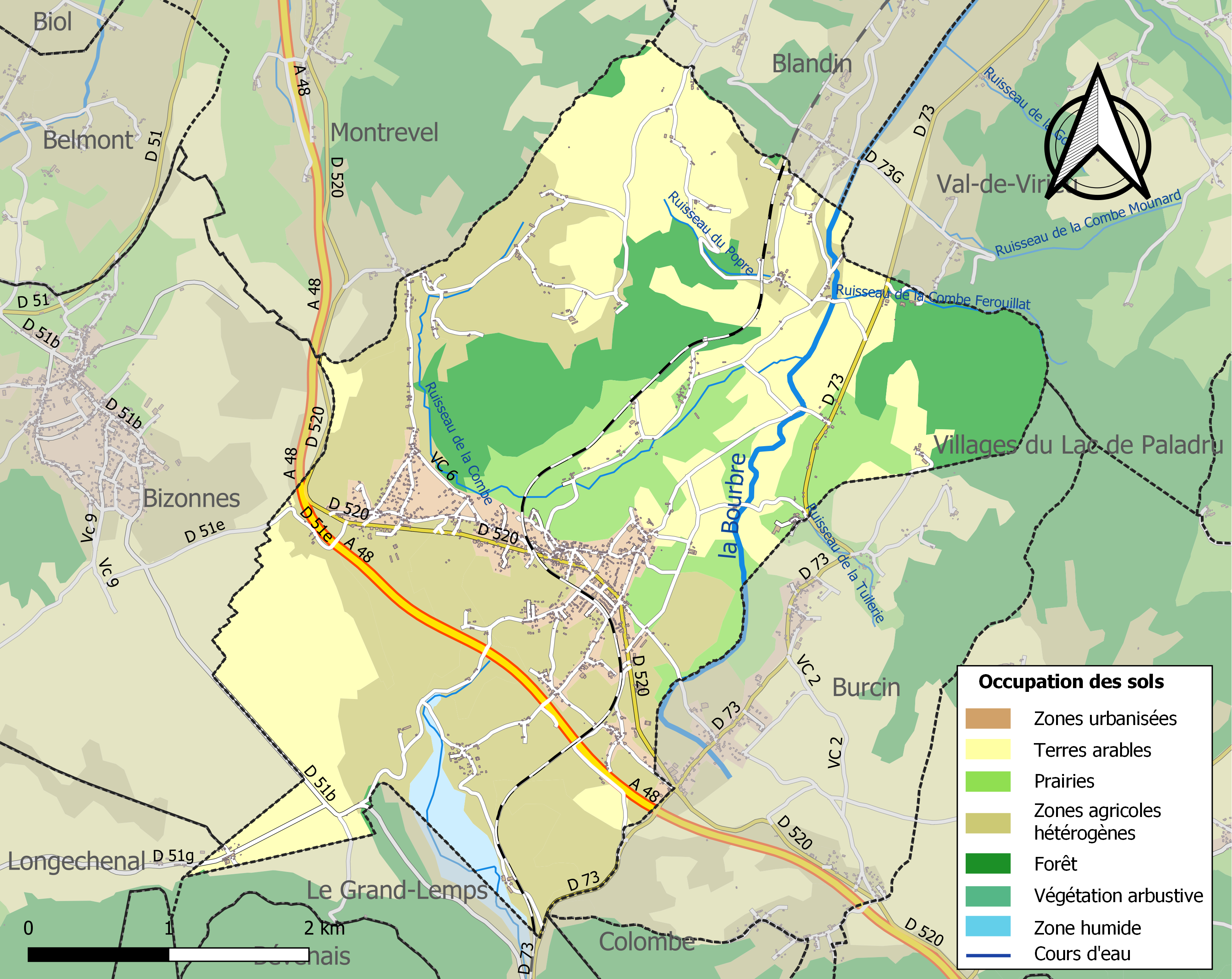
Carte des infrastructures et de l'occupation des sols de la commune en 2018 (CLC).

### Morphologie urbaine
La bourg, assez étendu par rapport à son nombre d'habitants, est composé essentiellement de maisons individuelles, de fermes, pour la plupart réaménagées en maisons de résidence et de quelques petits immeubles. De nombreux hameaux de tailles diverses et composés de maison individuelles entourent le bourg central.

### Logements
En 2006, la commune comptait 644 logements, dont 206 en résidence principale, 53 en résidence secondaire. 49 logements sont inhabités. Cet ensemble correspond à 660 maisons individuelles et 70 appartements.

### Hameaux, Lieux-dits et écarts
Voici, ci-dessous, la liste la plus complète possible des divers hameaux, quartiers et lieux-dits résidentiels urbains comme ruraux, ainsi que les écarts qui composent le territoire de la commune de Châbons, présentés selon les références toponymiques fournies par le site géoportail de l'Institut géographique national.
| - Bois du Seigneur - les Ripeaux - le Prope - le Ga - les Serves - le Poulard - Viallière - les Sables | - le Triève - les Marais - Pupetières (château) - Galiève - Boirand - la Motte - la Pierre Bleue (Sommet) - la Combe | - la Rongie - les Martins - Vaulx - les Chevalets - les Barils - les Chevalets - Rossatière - Cariève | - Le Lac (Réserve naturelle) - Ferme du Lac / Sans Cheval - le Liers - les Violettes - Brélière - la Maison Rouge - le Genevray - l'Orge |

Le secteur du col de la Rossatière (altitude 573 m), situé au niveau du PK 57 de l'autoroute A48 et signalé par un panneau est situé sur la bordure nord-ouest du territoire communal au niveau d'un tripoint partagé avec les communes de Bizonnes et de Châbons.

Quelques vues sur les différents secteurs de Chabons
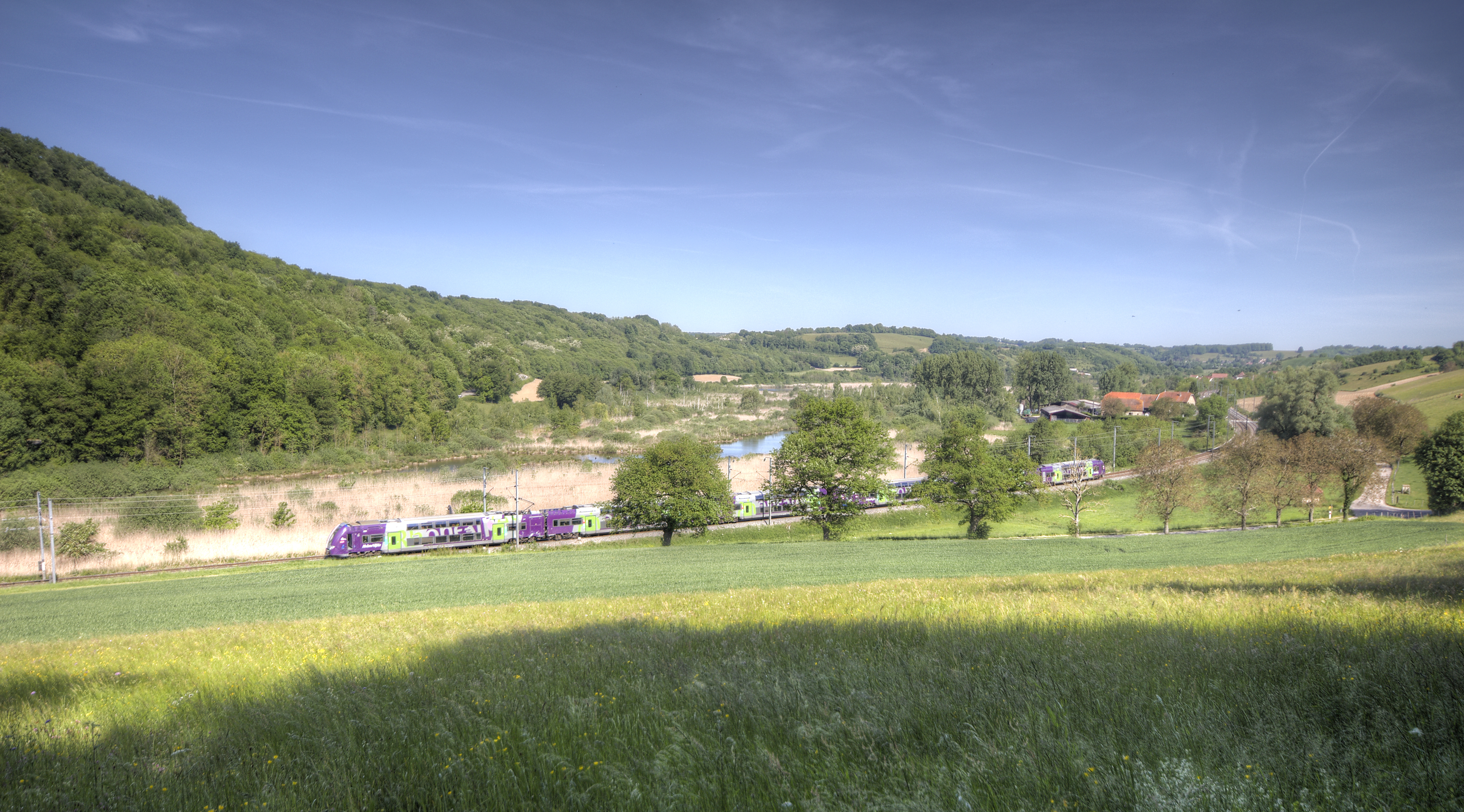
Secteur de la ferme du Lac à Châbons.
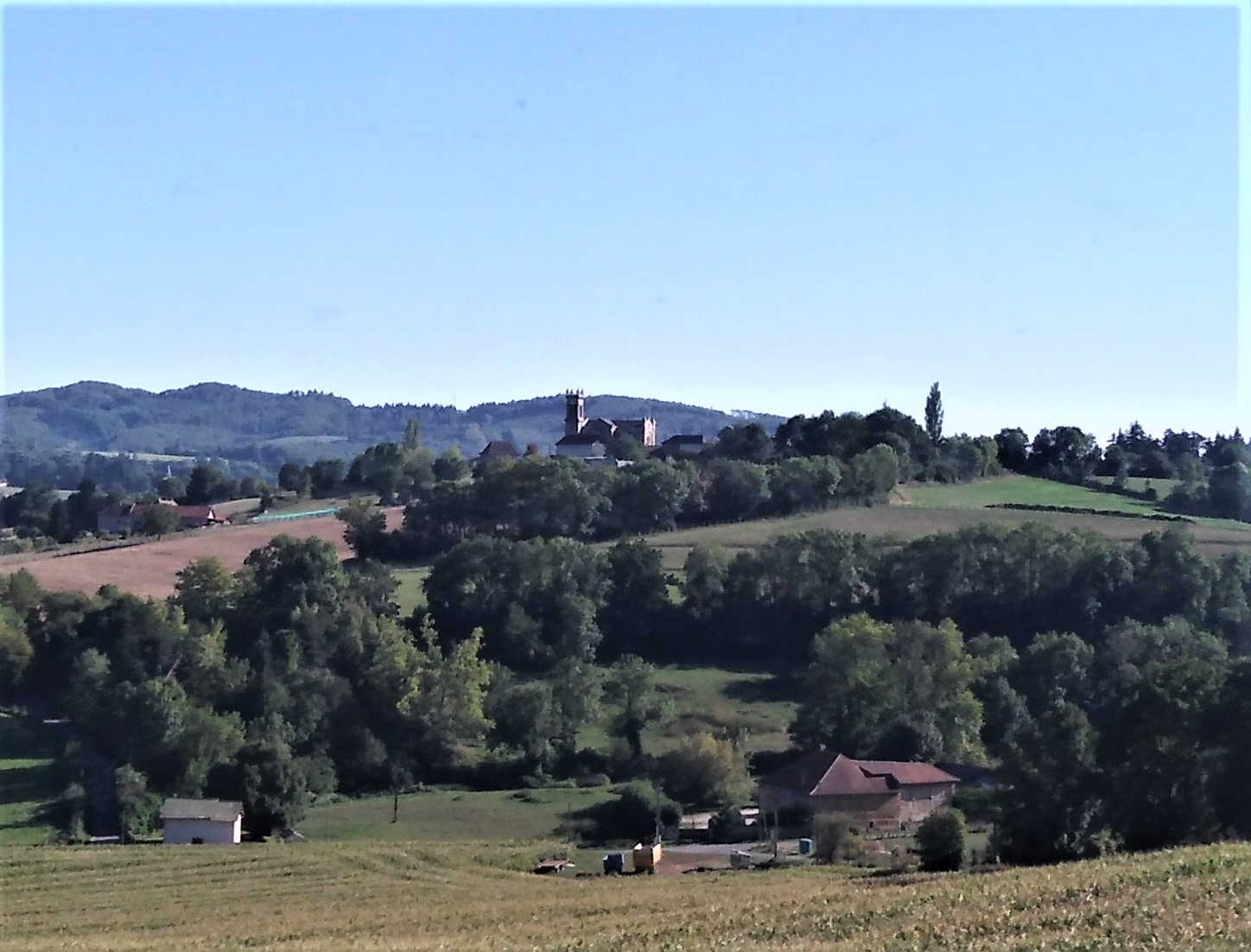
La colline de Châbons dominant la Bourbre.
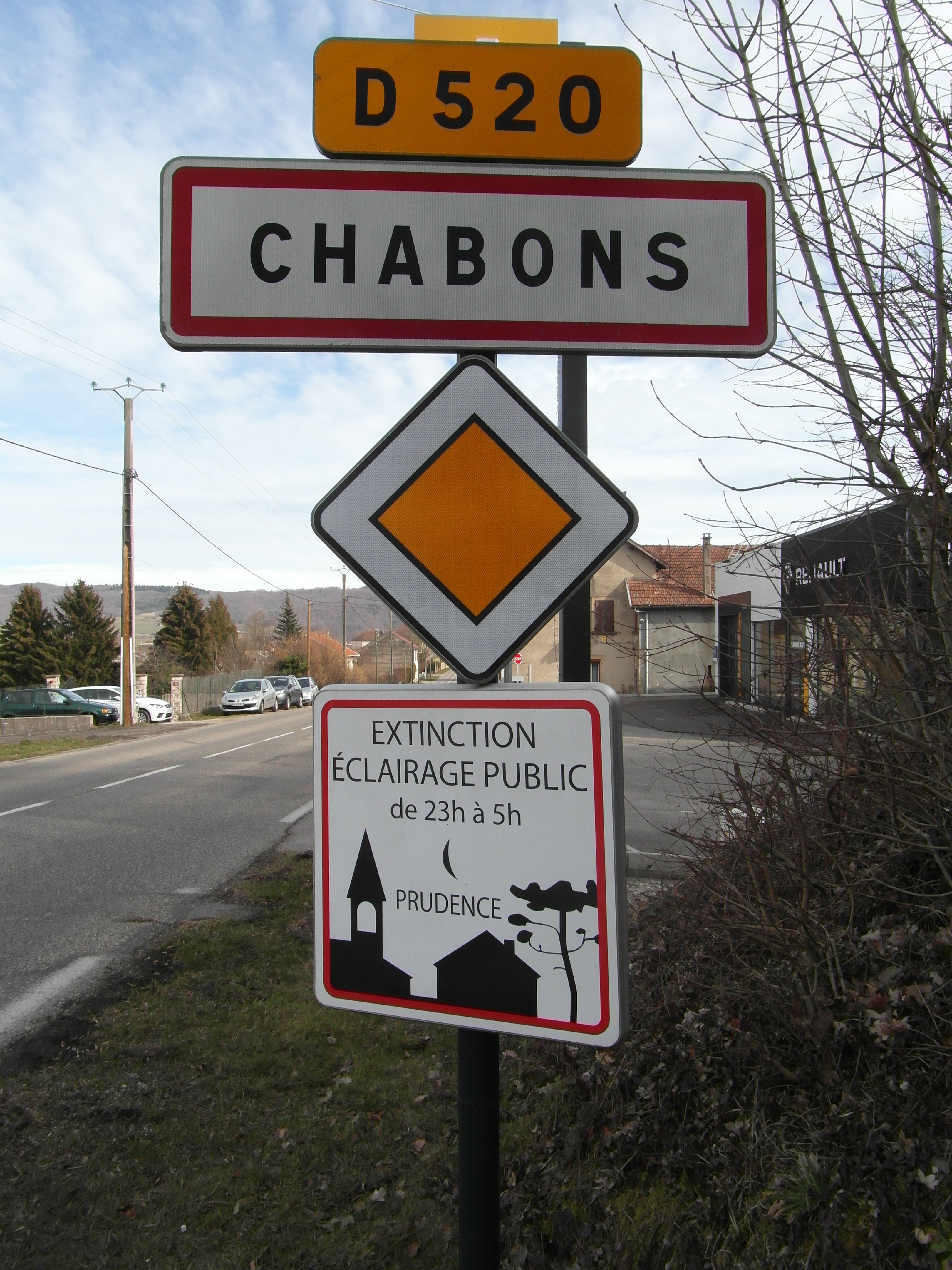
Panneau d'entrée de Châbons.
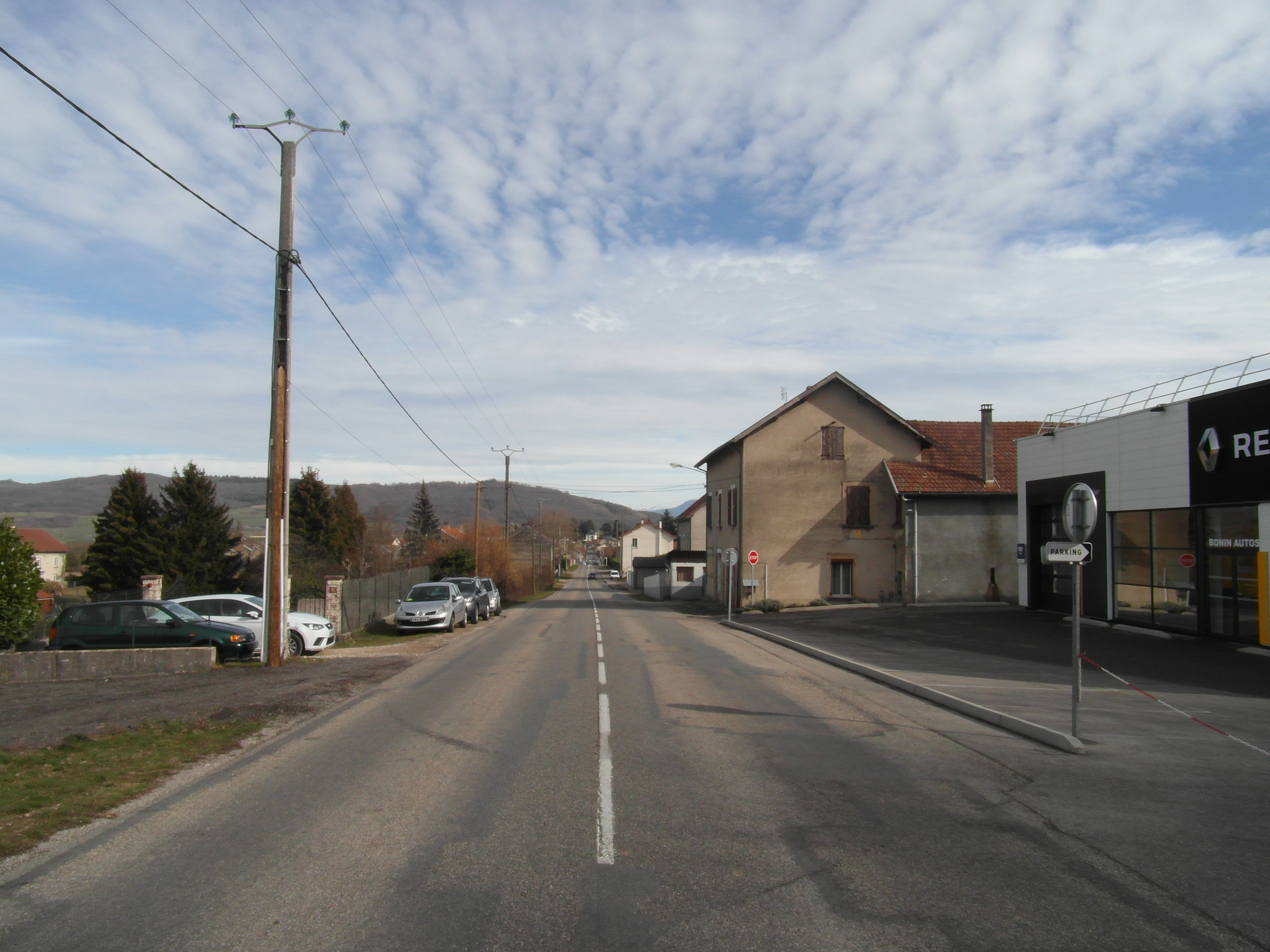
Route de Grenoble à Châbons.
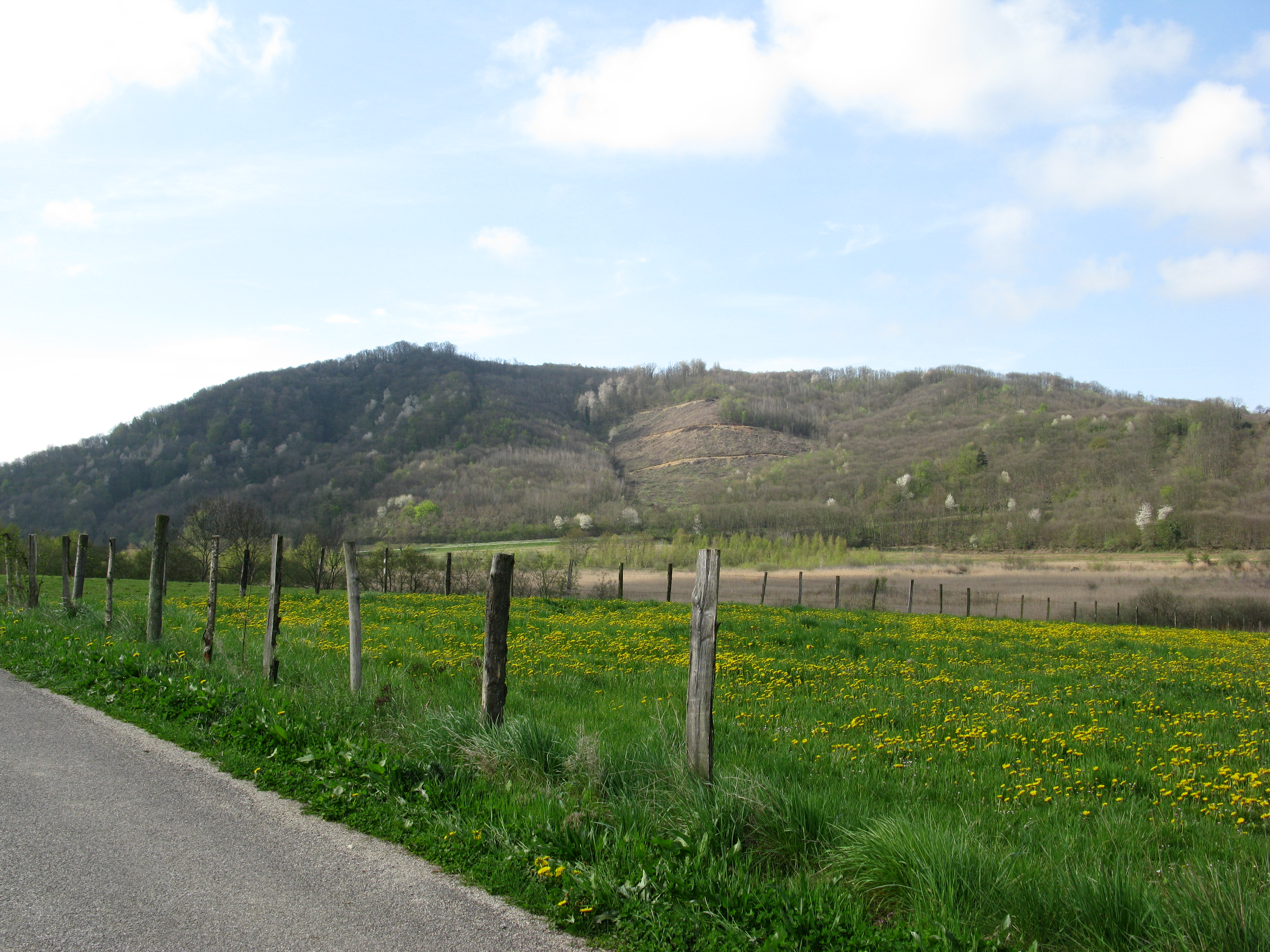
Le secteur de la Combe de Châbons.

### Risques naturels et technologiques

#### Risques sismiques
L'ensemble du territoire de la commune de Châbons est situé en zone de sismicité no 3 (sur une échelle de 1 à 5), comme la plupart des communes de son secteur géographique, mais non loin de la zone no 4, située plus à l'est, vers le massif de la Chartreuse.
| Type de zone | Niveau            | Définitions (bâtiment à risque normal) |
| ------------ | ----------------- | -------------------------------------- |
| Zone 3       | Sismicité modérée | accélération = 1,1 m/s2                |

## Toponymie
La paroisse est dénommée « Chabonz » au XIIIe siècle, « Chaboncium » au XIVe siècle. Selon le toponymiste Ernest Nègre, le nom du village est issu du nom romain Caponius.
Selon André Planck, auteur du livre L'origine du nom des communes du département de l'Isère, le nom de Châbons pourrait dériver du gaulois « cambo » qui désigne une courbe, généralement celle d'une rivière ou d'une route.

## Histoire

### Préhistoire et Antiquité
Au début de l'Antiquité, le territoire des Allobroges s'étendait sur la plus grande partie des pays qui seront nommés plus tard la Sapaudia (ce « pays des sapins » deviendra la Savoie) et la partie septentrionale de l'Isère dénommé Bas-Dauphiné.
Les Allobroges, comme bien d'autres peuples gaulois, sont une « confédération ». En fait, les Romains donnèrent, par commodité le nom d'Allobroges à l'ensemble des peuples gaulois vivant dans la civitate (cité) de Vienne, à l'ouest et au sud de la Sapaudia.
Au lieu-dit des Rampeaux, des fouilles ont permis de découvrir la tombe d'un soldat gaulois de La Tène moyenne (IIIe – IIe siècles av. J.-C. ) avec une lance et une épée en fer.

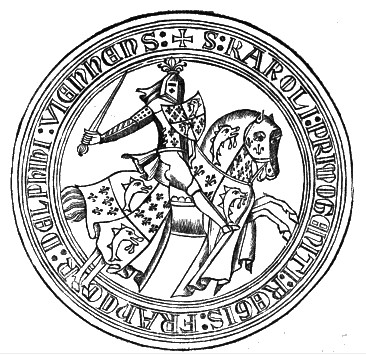
Le sceau delphinal de Charles de France, futur Charles V.

### Moyen Âge
Le plus ancien document écrit sur lequel apparaît le nom de Chabuen, date de 1172.
En 1222, une branche de la famille de Virieu érige un premier château qui fut le centre de la seigneurie de Châbon. À l'origine ce n'était qu'une maison fortifiée où les Virieu vécurent jusqu'à la Révolution.
En 1349, le roi Charles V devient le premier dauphin possesseur du Dauphiné. En 1358, celui-ci cède, pour services rendus, la terre de Châbons et ses dépendances à Guy de Grolée.
En 1448, les biens de la famille de Guy de Grolée sont confisqués par Louis XI qui donne la terre de Châbons à Antoine de Virieu seigneur de Bizonnes. Lorsque son fils Jean de Virieu meurt sans postérité, la terre de Châbons retourne au domaine delphinal.

### Renaissance et Temps Modernes
En 1521, Jacques De Gallien de Châbons, originaire du Passage, achète au dauphin la terre et la seigneurie de Châbons. En 1578, les habitants de Châbons préférant être vassaux du roi que d'un gentilhomme rachètent à Humbert de Gallien (fils de Jacques) la terre de Châbons qui retourne au domaine delphinal
Après de nombreuses acquisitions successives, François de Virieu Pupetières finit par acquérir pour 1610 livres la seigneurie de Châbons.

La Grande-rue de Châbons en 1920.

### Époque contemporaine

#### Révolution française
Durant la Révolution française, le château de Pupetières subit de très importantes dégradations. Il sera restauré par l'architecte Eugène Viollet-le-Duc en 1861.

#### LeXIXesiècle
En août 1873, le peintre néerlandais Johan Barthold Jongkind découvre le Dauphiné. Il arrive à la gare de Châbons. Il réside alors à Pupetières avec le couple Fesser durant une partie de l'année. Son hôte est le cuisinier du château de Pupetières, au service du marquis de Virieu.

#### LeXXesiècleet leXXIesiècle
Durant la Seconde Guerre mondiale les résistants firent dérailler un train allemand au lieu-dit la Grande Tranchée.
En 1993, les élus de la commune de Châbons créent, en association avec les conseillers municipaux de treize autres communes de son secteur géographique, la communauté de communes de Bièvre Est.
Le 2 février 2019, en raison de fortes précipitations de neige cumulées dans la région du Nord-isère, plusieurs dizaines d’automobilistes ont été bloqués dans leurs voitures durant de longues heures sur l'autoroute A48 dans la montée du col de Rossatière, passage en partie située sur le territoire de Châbons.

## Politique et administration

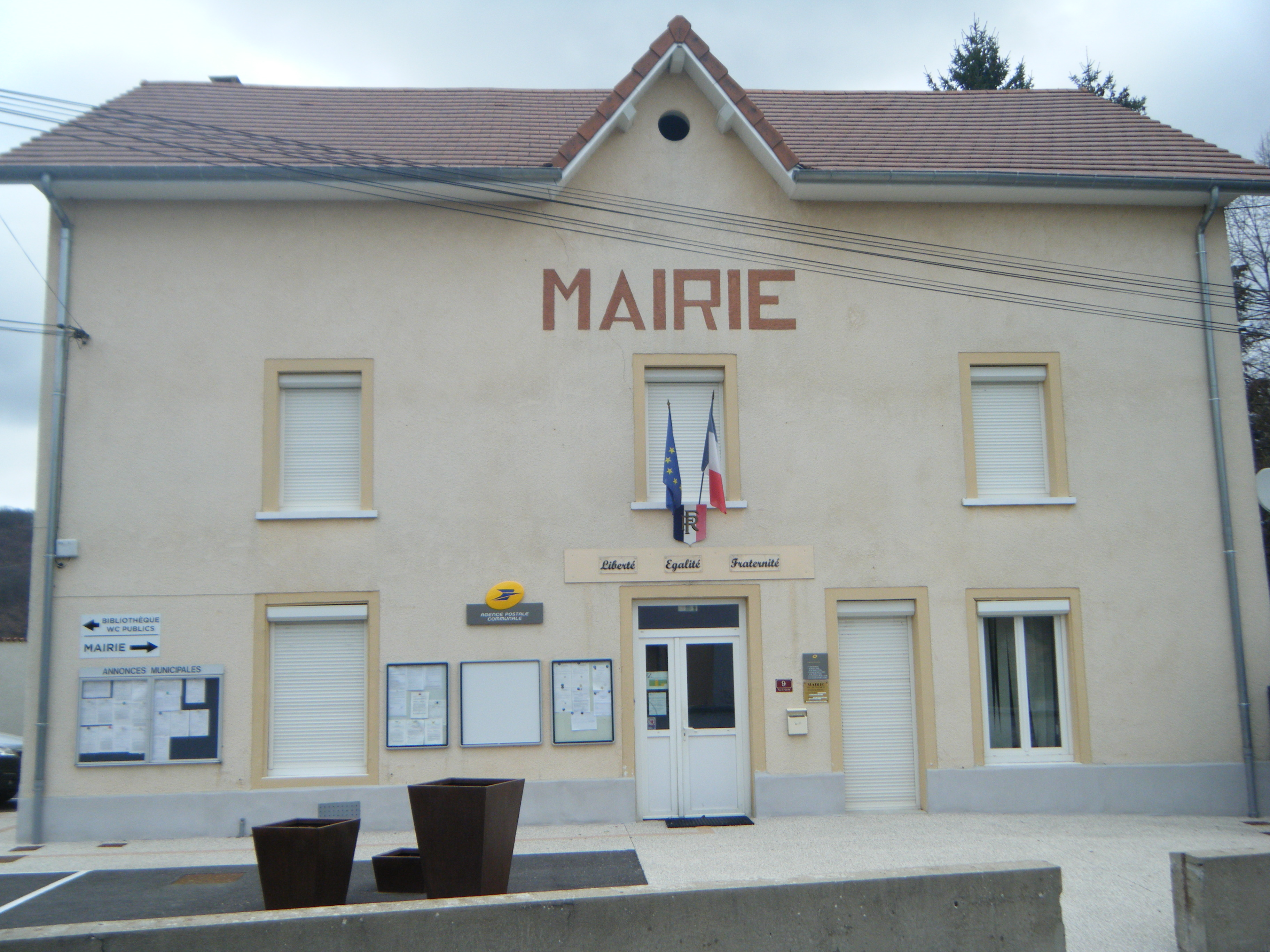
Mairie de Châbons.

### Administration municipale
En 2020, le conseil municipal de la ville de Châbons est constitué de dix-neuf membres (dix femmes et neuf hommes) dont une maire, cinq adjoints au maire et treize conseillers municipaux.

### Tendances politiques et résultats

#### Scrutins locaux

##### Élections municipales de 2014
Lors des élections municipales de 2014, les électeurs de Châbons ont du choisir entre les deux listes en présence. En conséquence, le scrutin s'est limité à un seul tour, la liste UDI ayant obtenu la majorité des suffrages.
Réunis lors du premier conseil municipal, les membres élus nommeront Marie-Pierre Barani en tant que maire de la commune pour six années.
|                                 | Nombre de voix | Pourcentage |
| Marie-Pierre Barani (Liste UDI) | 579            | 58,60 %     |
| José Nikel (Liste DVD)          | 409            | 41,40 %     |

##### Élections municipales de 2020
La liste conduite par Marie-Pierre Barani (UDI), seule à se présenter lors de ce scrutin, est reconduite dès le premier tour avec 100 % des voix des électeurs exprimés, le taux de participation est très faible avec 36,55 % des électeurs inscrits.

##### Élections départementales
Lors du deuxième tour de scrutin des élections départementales de 2015, le résultat sur la commune de Chabons indique que le duo de candidats de l'Union de la gauche (Colussi et Rambaud, UG) est passé devant les deux autres duos candidats de l'Union de la droite (Janin-Gadoux et Vitte, UD) et du Front national (Genin et Gimenez, FN) avec respectivement 333 voix, 311 voix et 171 voix. C'est d'ailleurs le duo de candidats de l'UG qui est élu sur l'ensemble du canton.[pas clair]

#### Scrutins nationaux

##### Élections présidentielles
Lors de l'élection présidentielle, le candidat Emmanuel Macron, arrivé en tête lors du premier tour de scrutin dans l'ensemble de la France sera dépassé par la candidate Marine Le Pen au niveau local. L'écart constaté, au deuxième tour, entre ces deux candidats sera plus resserré au niveau local que dans le reste de la France.
| Candidat           | 1er tour | 1er tour              | 2e tour | 2e tour               |
| Candidat           | Châbons  | Ensemble de la France | Châbons | Ensemble de la France |
| ------------------ | -------- | --------------------- | ------- | --------------------- |
| Emmanuel Macron    | 20,1 %   | 24,01 %               | 59,1 %  | 66,10 %               |
| François Fillon    | 18,9 %   | 20,01 %               |         |                       |
| Jean-Luc Mélenchon | 19,42 %  | 19,58 %               |         |                       |
| Marine Le Pen      | 25,34 %  | 21,30 %               | 40.9 %  | 33,90 %               |
| Benoît Hamon       | 5,41 %   | 6,36 %                |         |                       |
| Votants            | 84,48 %  | 77,77 %               | 84,89 % | 74,56 %               |

### Liste des maires
| Période                                  | Période   | Identité            | Étiquette | Qualité                               |
| ---------------------------------------- | --------- | ------------------- | --------- | ------------------------------------- |
| 1919                                     | 1942      | Jean Ginet          | PRRRS     | Député Conseiller général (1931-1940) |
| Les données manquantes sont à compléter. |           |                     |           |                                       |
| mars 1989                                | juin 1995 | Henri Barbier       | SE        | Agriculteur                           |
| juin 1995                                | mars 2001 | André Finet         | SE        | Chef d'entreprise retraité            |
| mars 2001                                | mars 2014 | Didier Rambaud      | PS        | Conseiller général (1998-2015)        |
| mars 2014                                | En cours  | Marie-Pierre Barani | UDI       | Juriste                               |

### Eaux et assainissement
Depuis le 1er janvier 2018, c'est la communauté de communes de Bièvre Est qui assure la gestion des réseaux de traitement, de distribution d’eau et d’assainissement de l'eau de la commune et des autres communes de cette communauté par l'intermédiaire d'une régie intercommunale.

### Politique environnementale

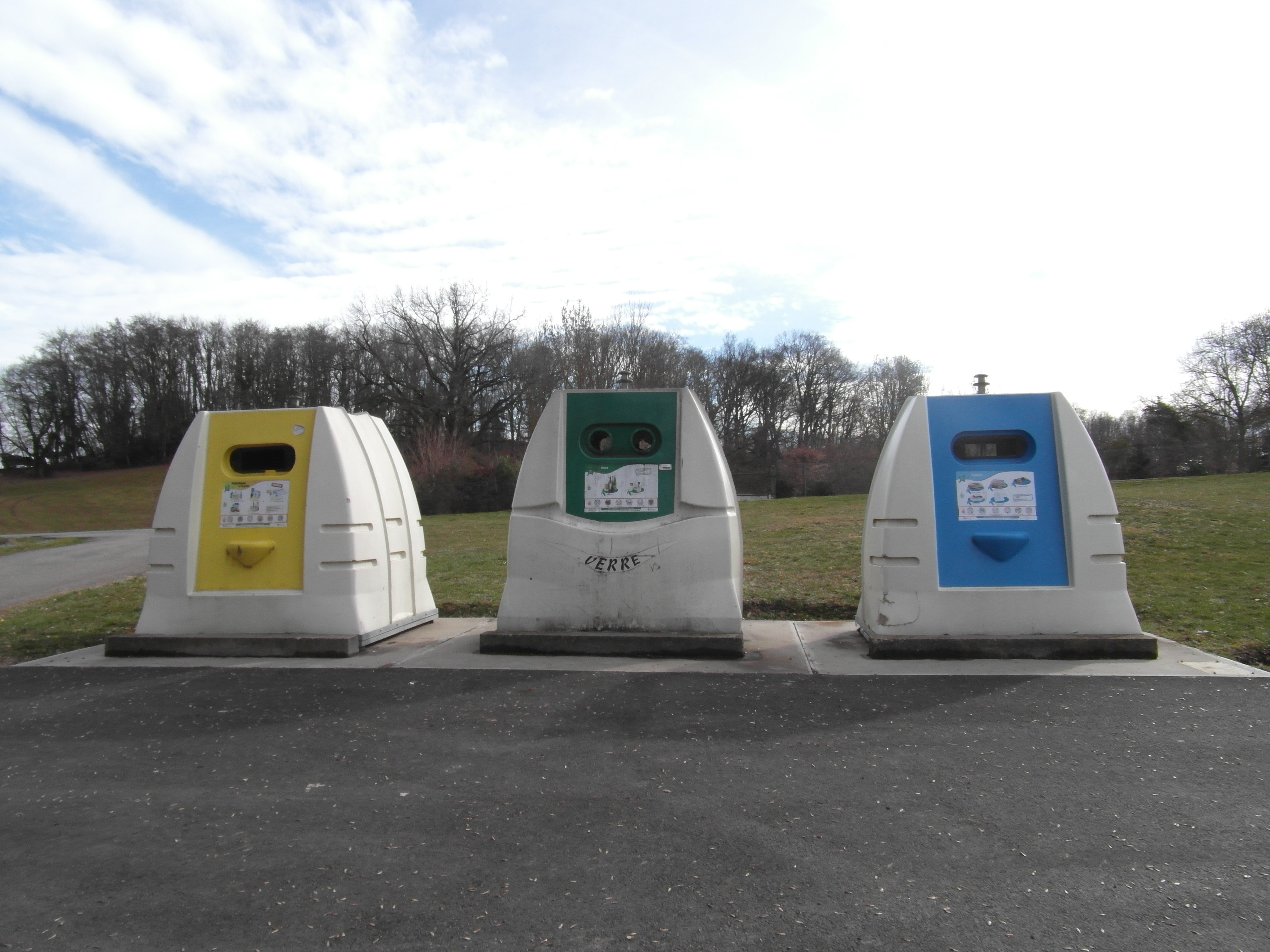
Containers de tri sélectif à Chabons.

La municipalité de Châbons a fait installer sur plusieurs sites du territoire un ensemble de containers semi enterrés permettant le tri sélectif (verres, cartons et papiers et déchets ménagers)
La communauté de communes à laquelle appartient la ville de Châbons a mis en place des outils de sensibilisation au tri sélectif auprès des élèves scolarisé dans les établissements de primaire et de secondaire avec notamment la création d’une mallette « Tri Too » au collège.

## Population et société

### Démographie
L'évolution du nombre d'habitants est connue à travers les recensements de la population effectués dans la commune depuis 1793. Pour les communes de moins de 10 000 habitants, une enquête de recensement portant sur toute la population est réalisée tous les cinq ans, les populations de référence des années intermédiaires étant quant à elles estimées par interpolation ou extrapolation. Pour la commune, le premier recensement exhaustif entrant dans le cadre du nouveau dispositif a été réalisé en 2008.

En 2022, la commune comptait 2 152 habitants, en évolution de +3,16 % par rapport à 2016 (Isère : +3,07 %, France hors Mayotte : +2,11 %).
| 1793  | 1800  | 1806  | 1821  | 1831  | 1836  | 1841  | 1846  | 1851  |
| ----- | ----- | ----- | ----- | ----- | ----- | ----- | ----- | ----- |
| 2 051 | 1 934 | 2 215 | 2 415 | 2 233 | 2 243 | 2 268 | 2 020 | 2 039 |

| 1856  | 1861  | 1866  | 1872  | 1876  | 1881  | 1886  | 1891  | 1896  |
| ----- | ----- | ----- | ----- | ----- | ----- | ----- | ----- | ----- |
| 1 908 | 1 897 | 1 986 | 1 943 | 1 945 | 1 860 | 1 864 | 1 822 | 1 748 |

| 1901  | 1906  | 1911  | 1921  | 1926  | 1931  | 1936  | 1946  | 1954  |
| ----- | ----- | ----- | ----- | ----- | ----- | ----- | ----- | ----- |
| 1 756 | 1 725 | 1 725 | 1 568 | 1 521 | 1 502 | 1 383 | 1 353 | 1 295 |

| 1962  | 1968  | 1975  | 1982  | 1990  | 1999  | 2006  | 2008  | 2013  |
| ----- | ----- | ----- | ----- | ----- | ----- | ----- | ----- | ----- |
| 1 261 | 1 178 | 1 202 | 1 282 | 1 371 | 1 485 | 1 701 | 1 763 | 2 046 |

| 2018  | 2022  | - | - | - | - | - | - | - |
| ----- | ----- | - | - | - | - | - | - | - |
| 2 065 | 2 152 | - | - | - | - | - | - | - |

### Enseignement
La commune de Châbons, rattachée à l'académie de Grenoble (zone A), compte sur son territoire deux établissements scolaires, ainsi qu'un lycée professionnel :
- l'école publique de Châbons (maternelle et élémentaire) présentant un effectif de 146 élèves pour l'année scolaire 2018/2019[42].
- l'école privée « Le Tulipier » (maternelle et élémentaire) présentant un effectif de 75 lèves pour l'année scolaire 2018/2019[43].
- le lycée d'enseignement agricole professionnel privé Vallon Bonnevaux, dont le siège est situé à Saint-Jean-de-Bournay possède un site scolaire sur la commune de Châbons[44]. L'établissement propose un enseignement agricole avec, notamment, la préparation au diplôme national du CAP agricole Services aux personnes et vente en espace rural.

### Équipement culturel et sportif

#### Équipement culturel
La bibliothèque de Châbons, située près de l'église, est rattachée au réseau de la médiathèque intercommunale de Bièvre-Est.
La commune gère et administre une salle des fêtes, située dans le centre du bourg.

#### Club Sportif
Le club chabonnais est le club officiel de football de la commune auprès de la FFF. Ce club comprend plusieurs équipes (seniors, juniors et vétérans) et les couleurs du maillot sont le rouge et le noir.

### Équipement sanitaire et social
Les établissements hospitaliers les plus proches de la commune sont le centre hospitalier de Voiron, situé à 23 km et le centre hospitalier Pierre Oudot de Bourgoin-Jallieu, situé à 25 km.
L'EHPAD La Touvière
La maison de retraite (petite unité de vie) La Touvière à Châbons est située à l'entrée de la commune au niveau du hameau de la Rossatière. L'établissement permet et un hébergement complet en internat avec un effectif de 18 places.

### Manifestations

#### La foire aux courges
La 18e foire aux courges et aux saveurs d'automne s'est déroulée dans le centre de la ville le 21 octobre 2018. Organisée par le club sportif local de l'union Châbonnaise, la foire, basée à l'origine sur le conte de Cendrillon écrit par Charles Perrault, propose une exposition de produits présentés par une quarantaine de marchands ou artisans. Des dégustations de gratin de potiron et diots sont également proposées.

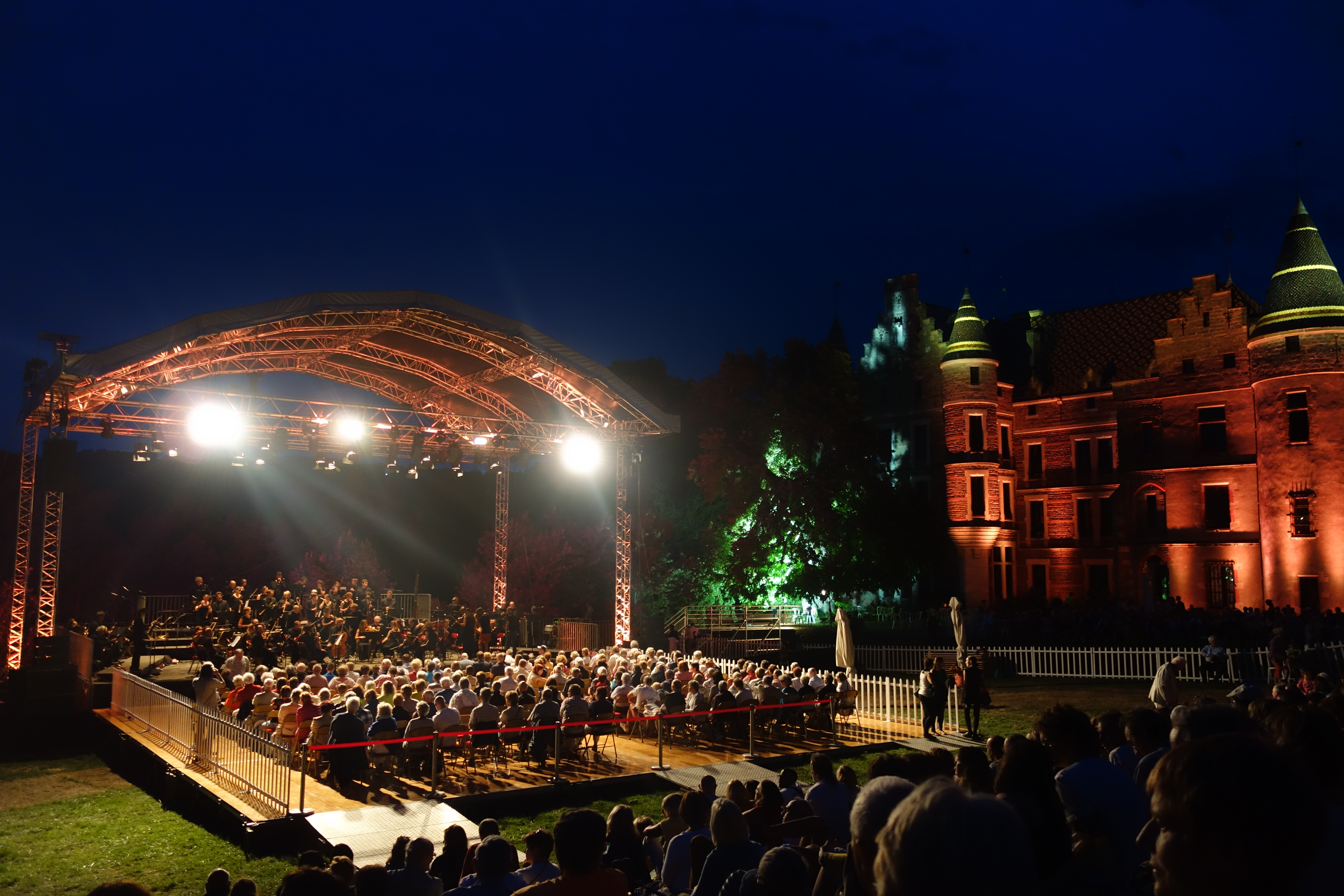
Concert spirituel au château de Pupetières dans le cadre du Festival Berlioz (été 2017).

#### Le festival Berlioz
À l'occasion de l'édition 2017 du festival Berlioz, la « Grande fête baroque au château de Pupetières » est organisée dans ce château de Châbons, a attiré environ 5 000 personnes qui ont assisté à de nombreuses démonstrations dont la découverte des métiers anciens et de musique avant d'assister à un concert nocturne, dirigé par le chef d'orchestre français Hervé Niquet.

#### La journée des plantes à Pupetières
Le propriétaire du château de Pupetières, organise en septembre 2019, la 8e journée des plantes, animation qui permet d'accueillir un vaste public venant découvrir un parc de soixante exposants ainsi que des animations, des conférences et des ateliers-exposition. Des visites du château, seront également proposées. Cette manifestation sera renouvelée en septembre 2020. En 2017 deux films documentaires avaient été projetés à l'occasion de la 6e journée.

### Médias

#### Presse régionale
Historiquement, le quotidien à grand tirage Le Dauphiné libéré consacre, chaque jour, y compris le dimanche, dans son édition du Nord-Isère, un ou plusieurs articles à l'actualité du canton et de la commune, ainsi que des informations sur les éventuelles manifestations locales, les travaux routiers, et autres événements divers à caractère local.
La commune est située sur l'aire de diffusion de radio Ici Isère, une radio publique qui émet sur tout le territoire du département de l'Isère. Châbons est également positionnée dans le bassin d’émission de la chaînes de télévision de France 3 Alpes.

#### Bulletin municipal
La municipalité publie et distribue un bulletin local bimestriel dénommé Chabons en direct, destiné à l'ensemble des résidents de la commune afin de les informer des décisions du conseil municipal ainsi que des informations associatives, sportives et culturelles à vocation locale. Les anciens bulletins sont consultables sur le site de la commune.

#### Téléphonie mobile
Bien que située en zone rurale, à l'écart des grandes agglomérations, la petite ville de Châbons ne possède quasiment aucune zones blanches où la couverture téléphonique ne serait pas assurée y compris dans les zones boisées et désertes. On peut dénombrer six antennes réseaux installée sur le territoire.
L'opérateur Orange y a déployé deux antennes 4G (dont une visible de l'autoroute près du col de Rossatière) tandis que les opérateurs Bouygues Telecom et SFR n'ont pas d'antennes dans la ville.
| Opérateurs       | 3G  | 4G  |
| ---------------- | --- | --- |
| Orange           | Oui | Oui |
| Bouygues Telecom | Oui | Oui |
| SFR              | Oui | Oui |
| Free             | Oui | Oui |

### Cultes

#### Culte catholique
La communauté catholique et l'église de Châbons (propriété de la commune) sont rattachées à la paroisse Notre-Dame de Milin du nom d'une chapelle éponyme qui comprend sept autres clochers. Cette paroisse est elle-même rattachée au diocèse de Grenoble-Vienne.

## Économie

### Emplois
Répartition des emplois dans la commune de Châbons par domaine d'activité en 2015
|                             | Agriculteurs | Artisans, commerçants, chefs d'entreprise | Cadres, professions intellectuelles | Professions intermédiaires | Employés | Ouvriers | Retraités | Personnes sans activité professionnelle |
| --------------------------- | ------------ | ----------------------------------------- | ----------------------------------- | -------------------------- | -------- | -------- | --------- | --------------------------------------- |
| Populations en taux         | 2,4 %        | 5,2 %                                     | 8,4 %                               | 16 %                       | 17,8 %   | 16,8 %   | 20,5 %    | 13,1 %                                  |
| Populations en nombre       | 37           | 82                                        | 131                                 | 250                        | 279      | 263      | 321       | 205                                     |
| Sources des données : INSEE |              |                                           |                                     |                            |          |          |           |                                         |

### Secteur industriel et commercial
L'union commerciale

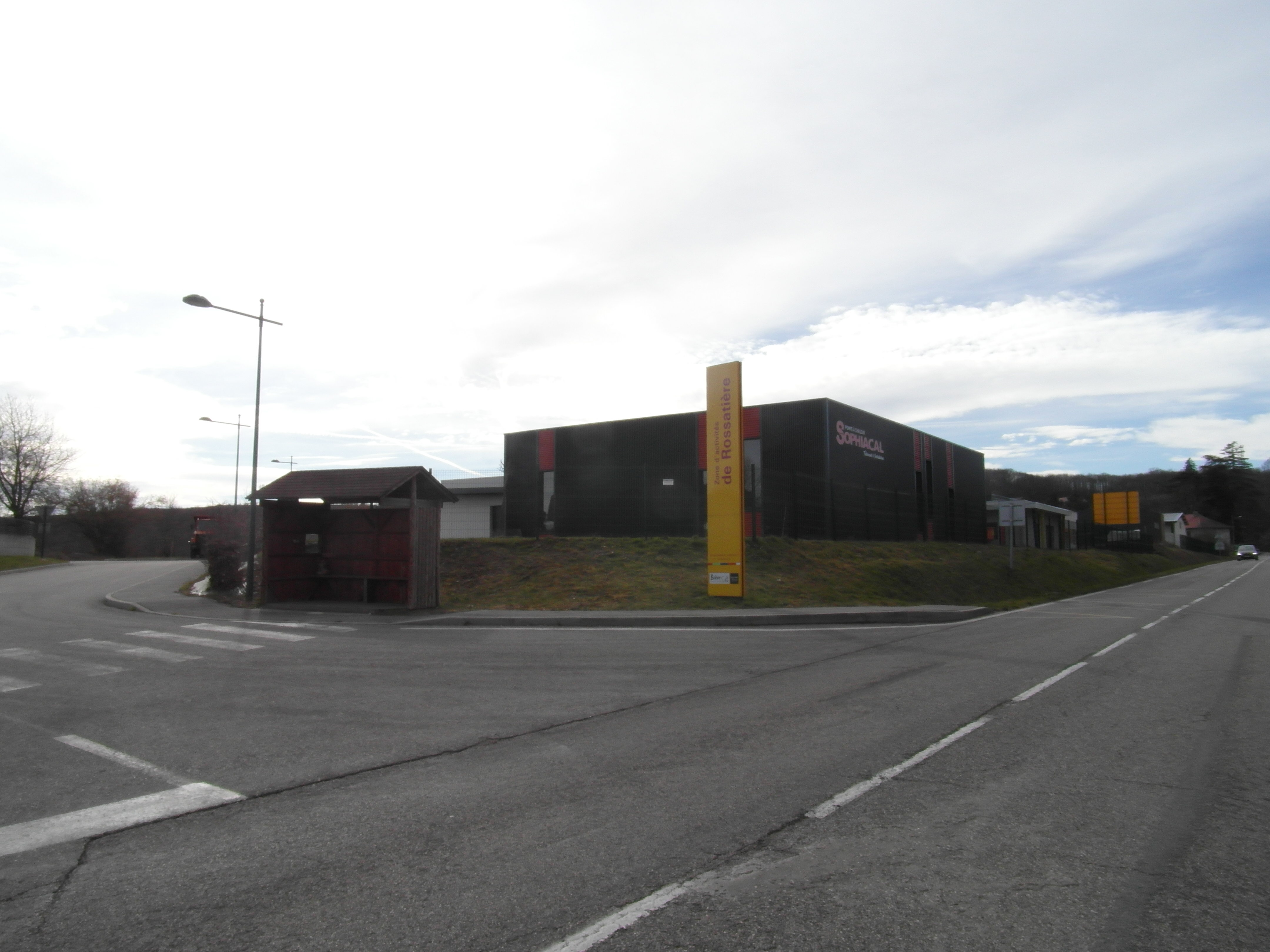
Entrée de la ZA de la Rossatière.

La plupart des commerçants et des artisans artisans de la commune se sont rassemblés dans l'union commerciale et artisanale de Châbons.
La zone d'activité de la Rossatière
Situé au nord du territoire de la commune, le long de la route de Grenoble, cette zone d'activités d'une surface totale d'environ 17 000 m2 accueille quelques entreprises, mais aussi les locaux de la caserne intercommunale des pompiers.
Entreprises de la commune
La commune compte essentiellement des entreprises dans le domaine du commerce, de l'artisanat et du service à la personne dont au moins deux garagistes et divers petits commerces (épicerie, boulangerie, restauration, pharmacie), ainsi que des entreprises dans le domaine des bâtiments publics et de la construction, mais aussi diverses industries dont un fabricant d'armoires frigorifiques et un groupement agricole d'exploitation en commun (GAEC)

### Secteur agricole
Selon le site publié par la mairie, le nombre d'exploitants agricoles a fortement diminué à la fin du XXe siècle, passant de 98 exploitations en 1926 à 26 en 2006. les exploitations actuelles sont généralement tournées vers la polyculture et l'élevage de bovins, de poulets et de porcs.

### Secteur touristique
En 2022, Il n'y avait ni hôtel, ni résidence hôtelière, ni terrain de camping sur le territoire communal.

## Culture et patrimoine
Situé dans au sud de la région naturelle des Terres froides, Châbons possède de nombreux bâtiments à l’architecture typique du Dauphiné. Malheureusement une partie du patrimoine de la commune a disparu, faute d'entretien, ou en vue de la réalisation de projets d'urbanisme.
Bien que située en limite du territoire de la commune, la chapelle Notre-Dame de Milin est située sur le territoire de Burcin.

### Lieux et monuments

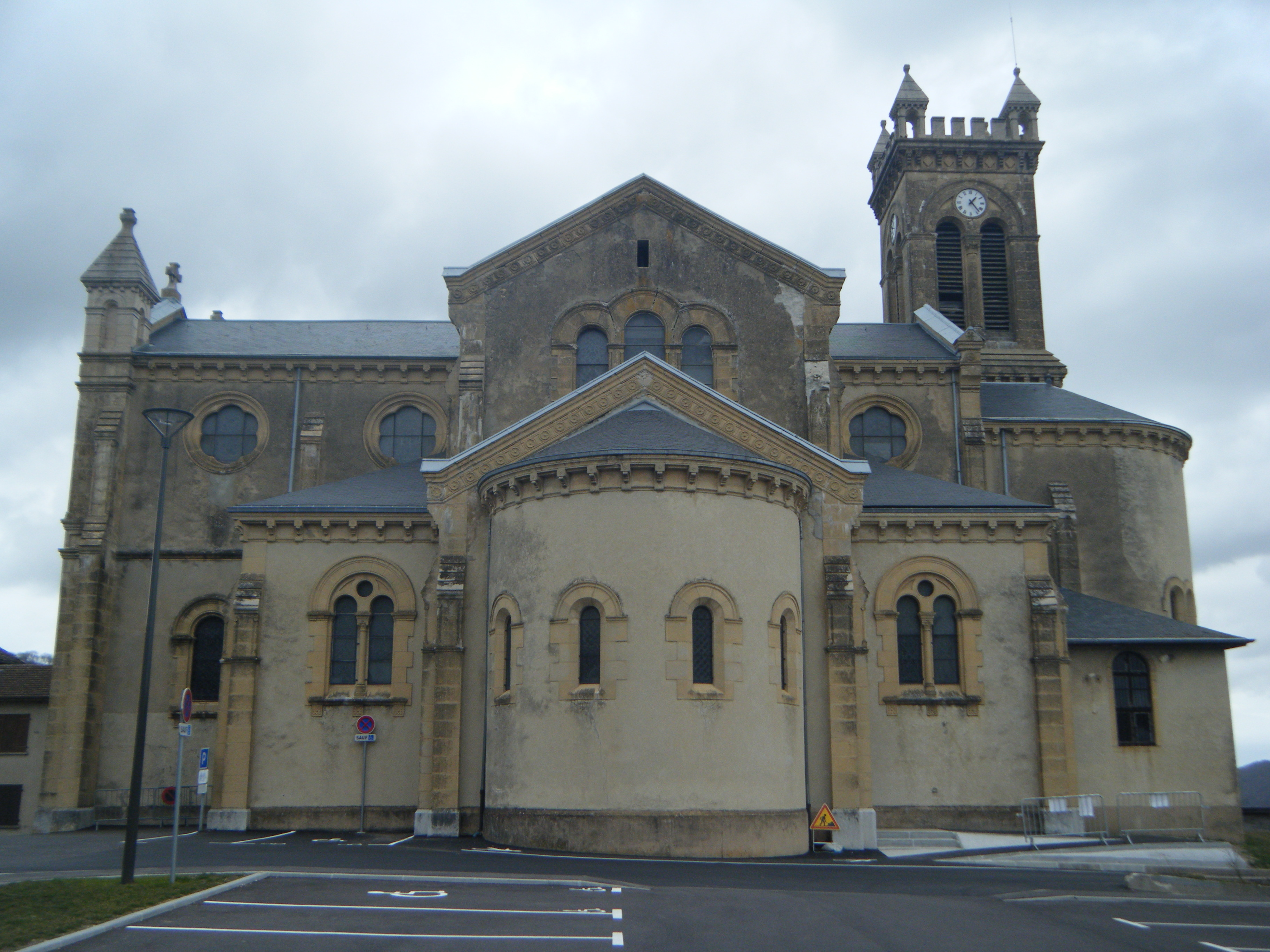
L'église de Châbons.

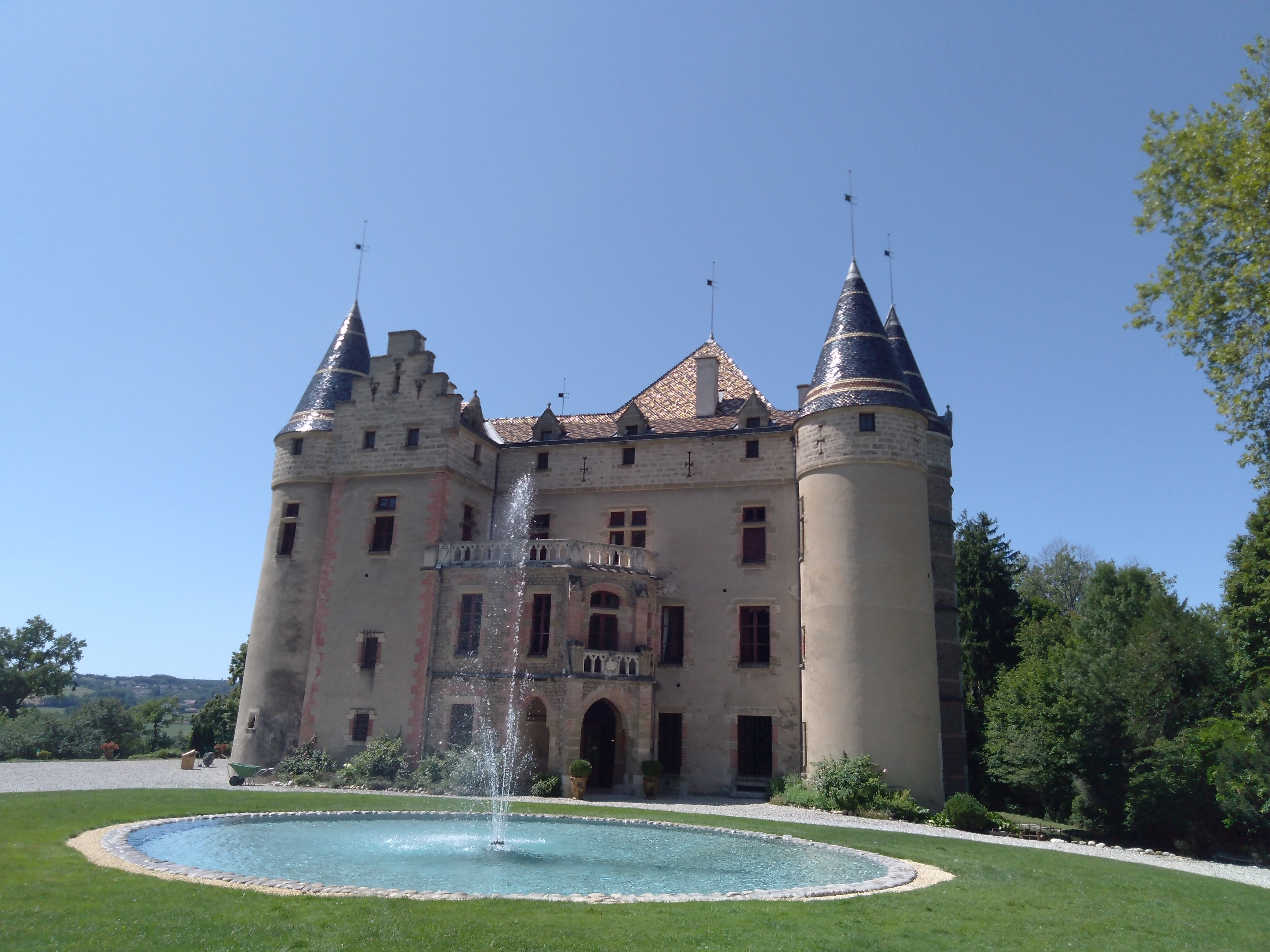
Le château de Pupetières en août 2019.

#### Monuments religieux
L'église de Châbons
L'église paroissiale Notre Dame de l'Assomption date de la fin du XIXe siècle. l'édifice fut financé par les citoyens mais également par les pères Chartreux de la Sylve bénite. Quatre cloches occupent le beffroi, trois d’entre elles provenant de l’ancienne église de Châbons. Chacun vitrail porte le nom d’un hameau de Chabons.
La cure ou presbytère (site)
Ce bâtiment date probablement du XVIIIe siècle. Celui-ci était typique du Dauphiné avec son toit à quatre pans mais il a été démoli fin 2016 pour la réalisation d’un projet immobilier porté par un entrepreneur. En place et lieu de la cure un parking est prévu.

#### Monuments civils

##### Le château de Pupetières
Les communs, la bibliothèque, le vestibule, l'escalier, la salle à manger, le salon, la cheminée, l'élévation, la rampe d'appui, la toiture et le décor intérieur du château de Pupetières font l'objet d'un classement au titre des monuments historiques par arrêté du 8 novembre 1972.
Le château appartient aujourd'hui à la famille De Virieu. Il a été restauré par Viollet-le-Duc au XIXe siècle. Lamartine, ami de la famille, y séjourna et y écrivit un de ses poèmes Le vallon. Le peintre Johan Barthold Jongkind (1819-1891) a séjourné dans une maison (proche du château, aujourd'hui maison Jongkind) où habitaient Jules Fesser et sa femme Pauline, Jules étant le fils de Joséphine Fesser compagne de Jongkind. Ensemble ils sont venus à cinq reprises de 1873 à 1877. Durant ces étés, Jongkind a peint sur des petits carnets de très nombreuses aquarelles des environs. Depuis l'année 2008 le château et ses jardins sont ouverts au public.

##### Le monument aux morts
Inauguré en 1923, il s'agit d'une œuvre du sculpteur Charmeil. Ce monument aux morts communal est visible de la route de Grenoble grâce à son grand pilier sur lequel s'appuie la sculpture d'un femme écrivant sur le côté face à la route. Des plaques photographiques émaillées en forme de médaillons représentent les portraits des chabonnais mort durant la première guerre mondiale.

##### La ferme Durand
La ferme Durand (ou de la Combe) est labellisée Patrimoine en Isère en 2011. Il s'agit d'un ensemble comprenant une grosse maison d'habitation située en fond de cour, probablement construite au cours du XVIIIe siècle accompagnée de deux corps de dépendances, bâties en plusieurs fois. L'ensemble de ces constructions présente de belles toitures en tuile écailles.

##### Les anciennes halles (bâtiment disparu)
À l’origine ce bâtiment servait de relais pour les diligences, puis de lieu pour les fêtes locales et pour le marché. Les halles ont été démolies au cours de l’été 2015 à la suite de l’effondrement partiel de la toiture. Depuis, la municipalité l’a remplacé par un parking avec un parc.

Quelques vues sur les monuments de Chabons
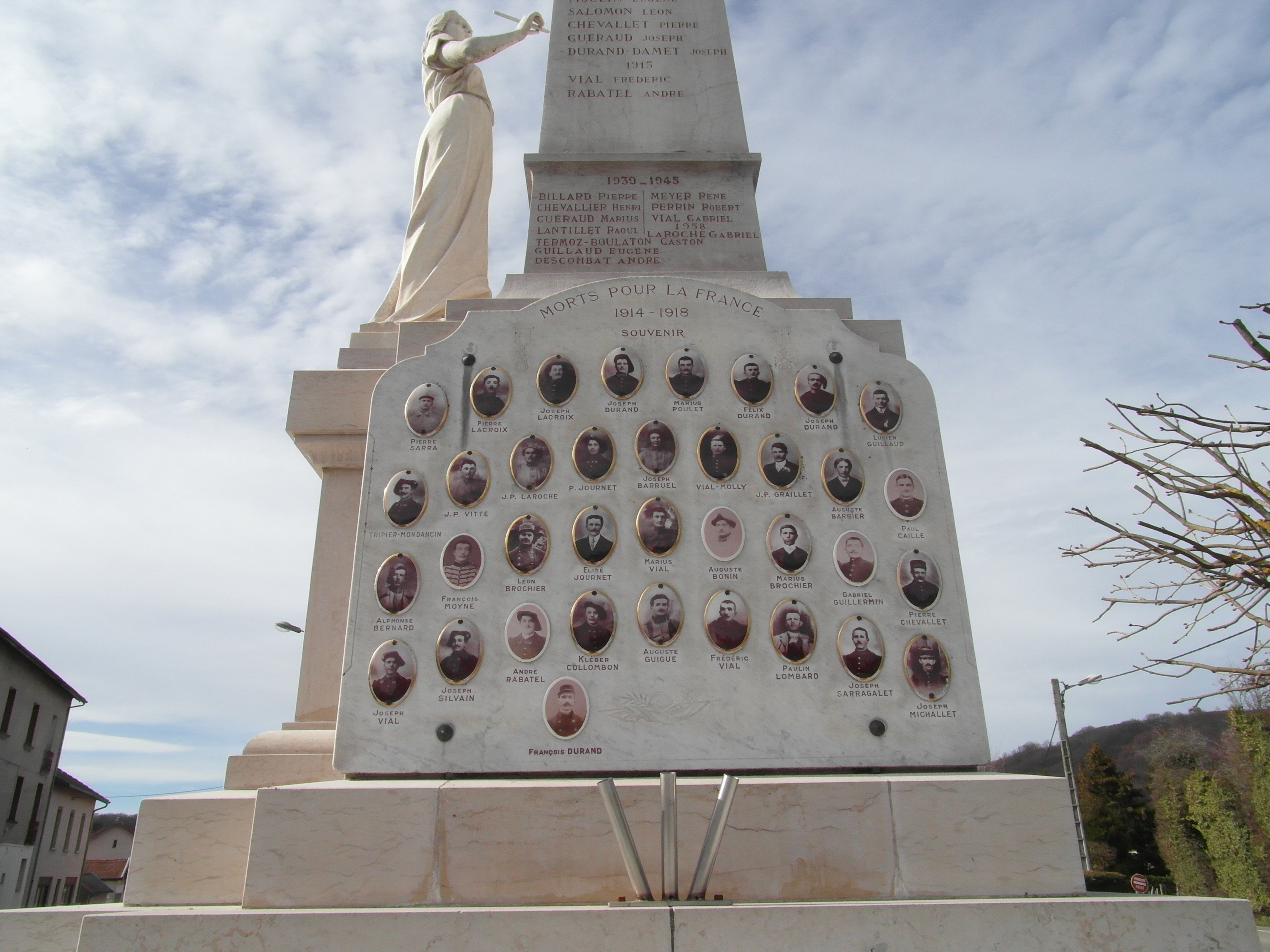
Les médaillons du monument aux morts de Chabons.
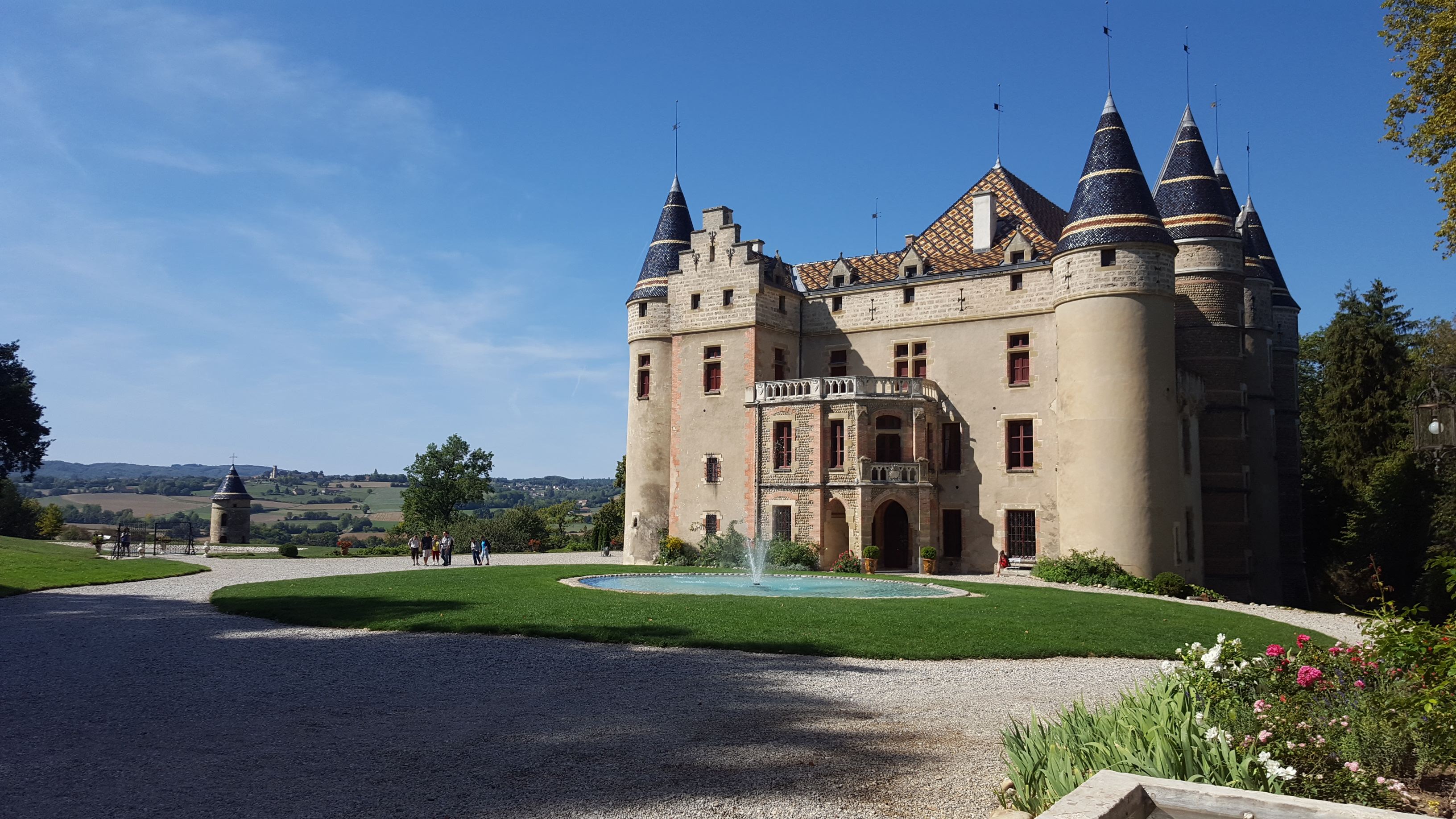
Vue générale du château de Pupetières.
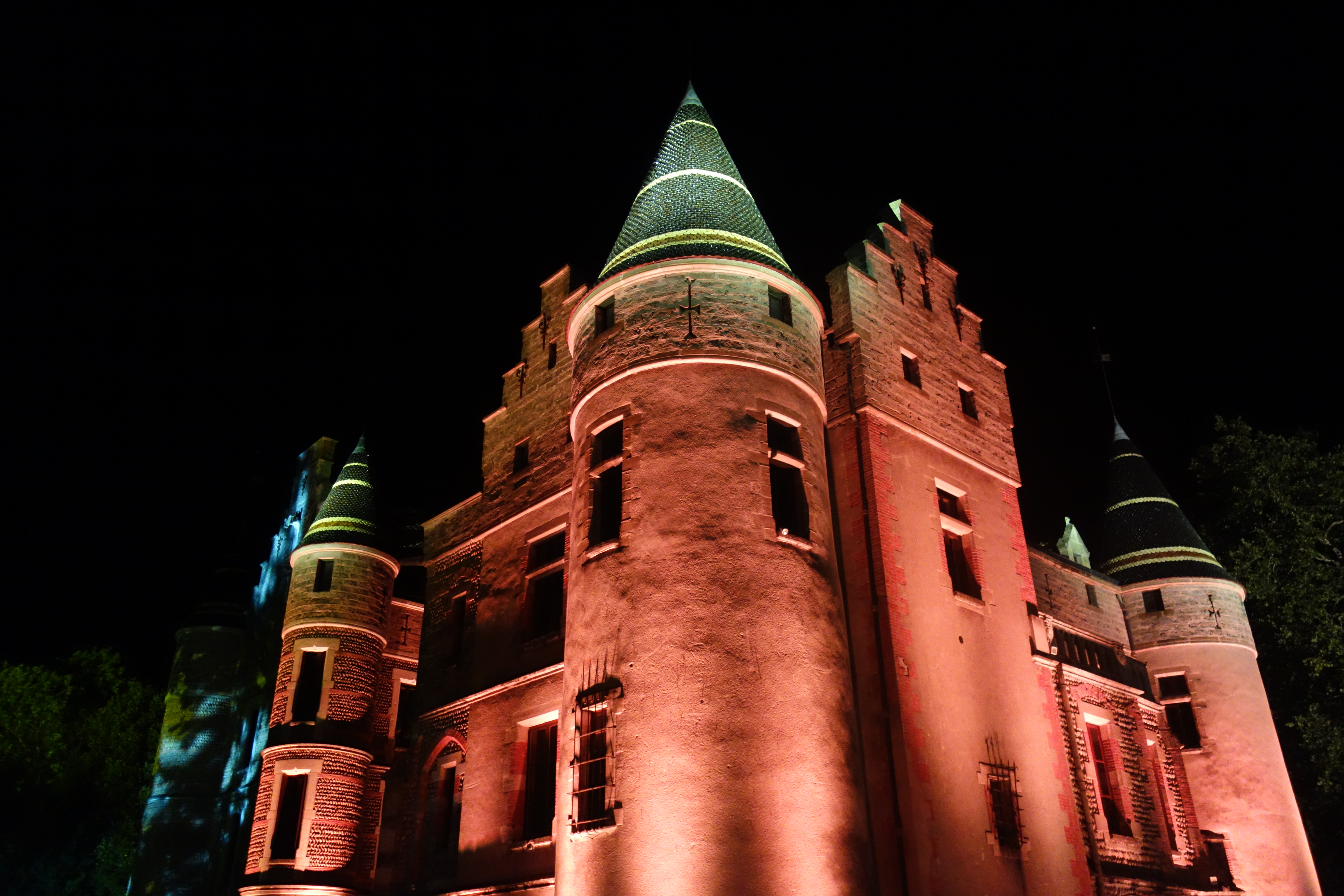
Vue nocturne du chateau de Pupetières.
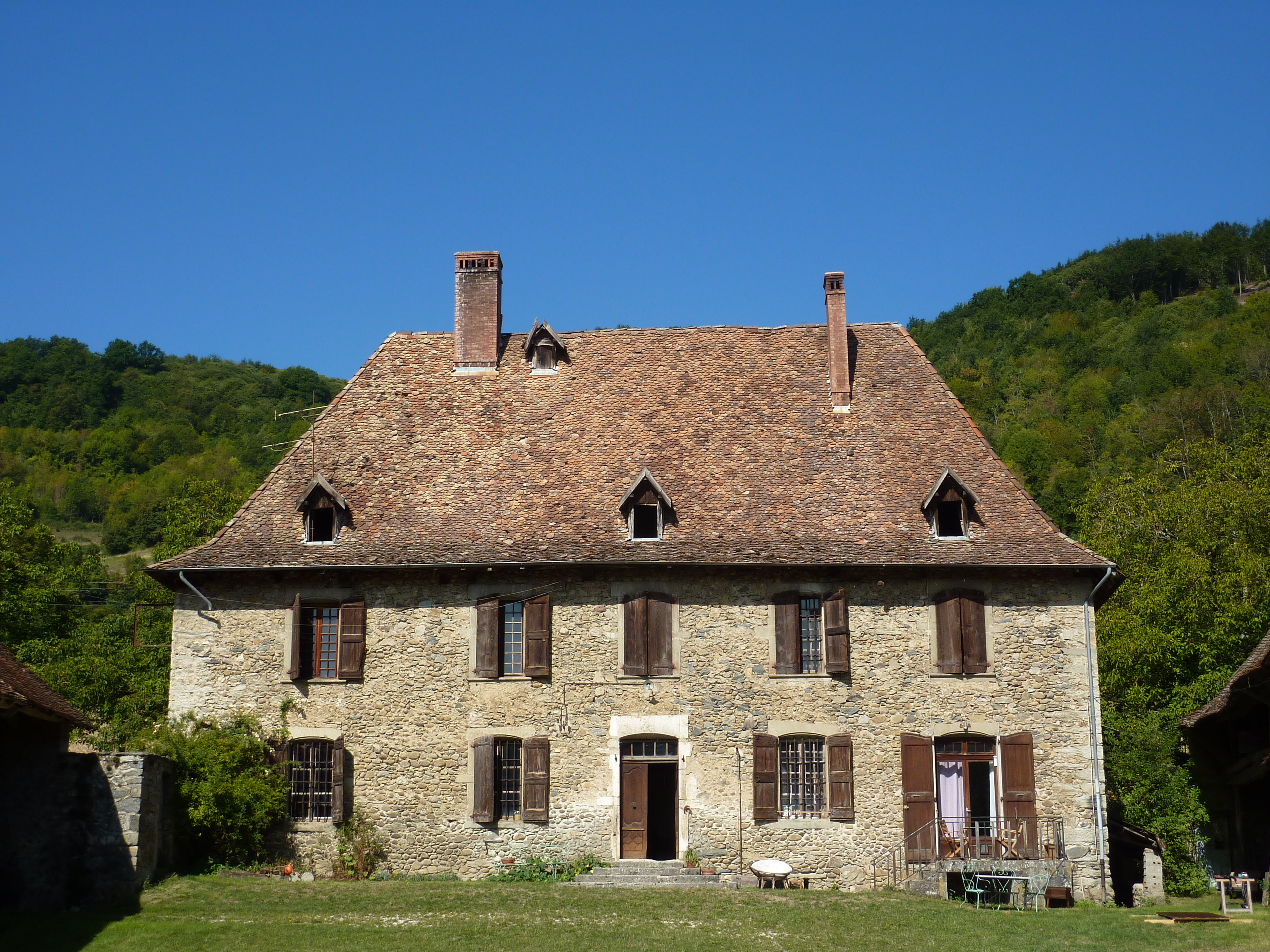
La ferme Durand (ou de la Combe).
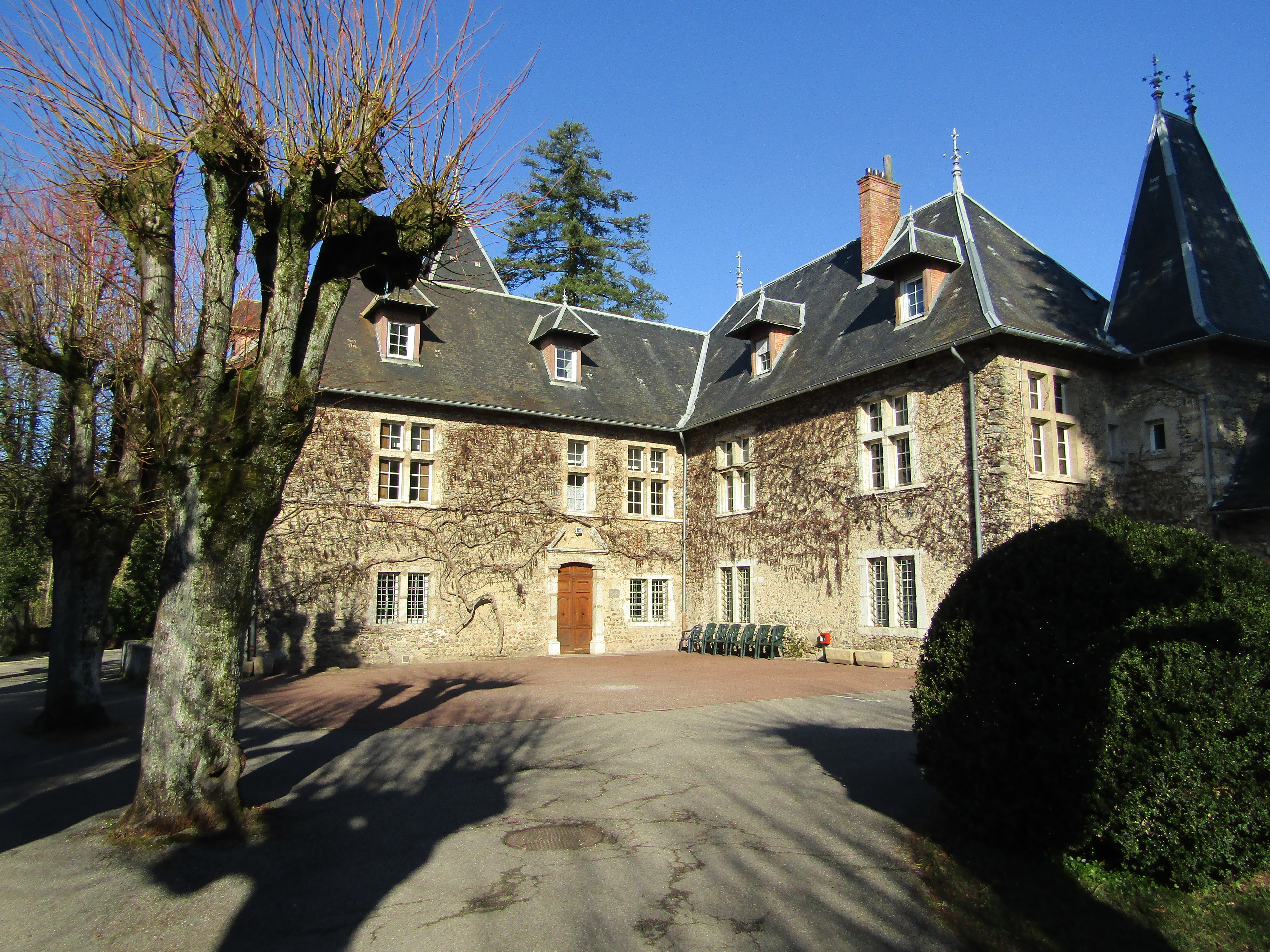
Ancien prieuré de La Touvière.

### Patrimoine naturel

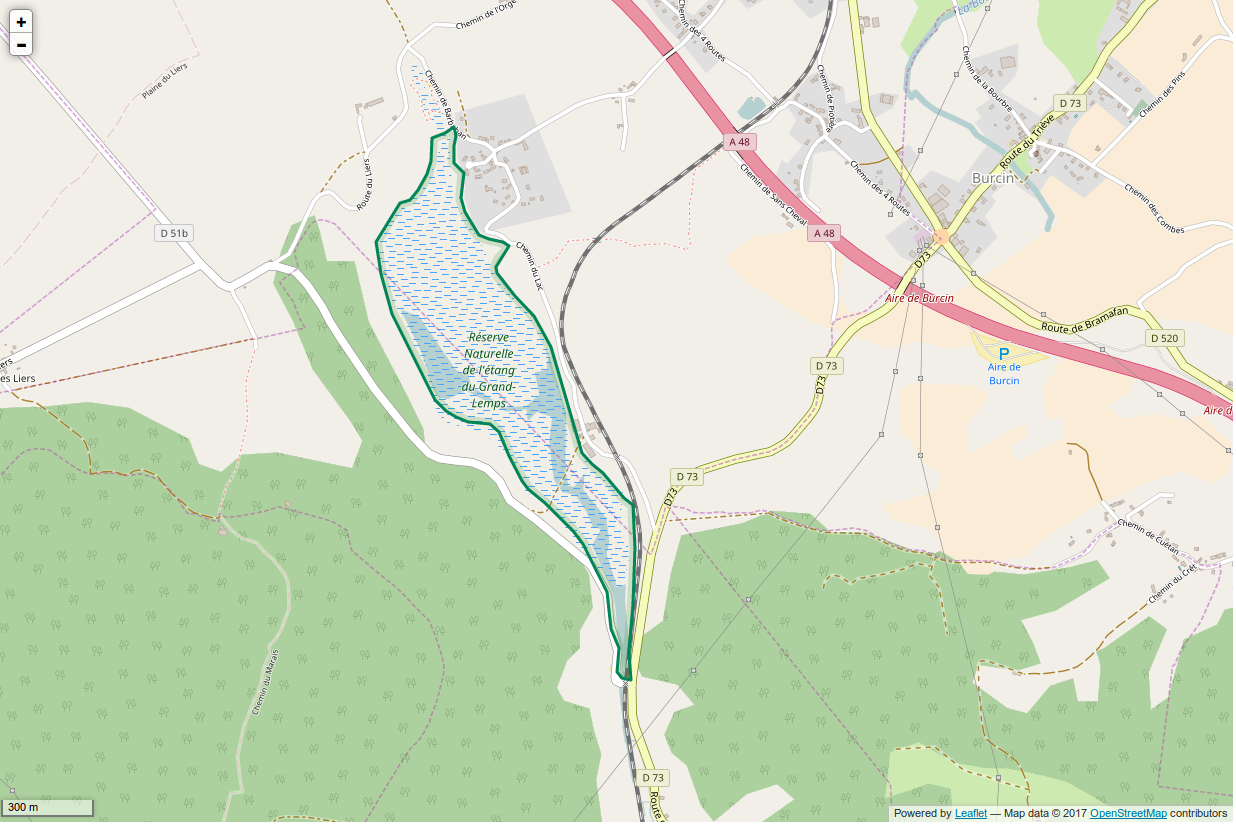
La partie orientale du lac du Grand-Lemps est situé sur le territoire de Chabons (au nord-est).

L'étang et la tourbière dite du Grand-Lemps

Panorama sur la zone naturelle de l'étang du Grand-Lemps depuis les hauteurs de Châbons

Le lieu-dit « le lac et tourbière du Grand-Lemps » est un site hébergeant un étang situé principalement sur la commune de Châbons et pour une petite partie sur la commune du Grand-Lemps. Ce marais connaît un processus chimique de tourbification. Sur 53 ha de zone humide seulement 7 ha sont en eau libre. Sa particularité qui est de regrouper en un même lieu une tourbière acide et une tourbière alcaline, en fait le lieu d'accueil d'une flore et d'une faune particulières et dignes du plus grand intérêt. Cette zone a été aménagée en réserve naturelle à la suite d'un décret du 22 décembre 1993.
Une visite commentée dénommée « 15 000 ans d'évolution du paysage local » a été organisée lors des Journées du patrimoine en septembre 2018.
ZNIEFF des Prairies humides entre Virieu et Chabons

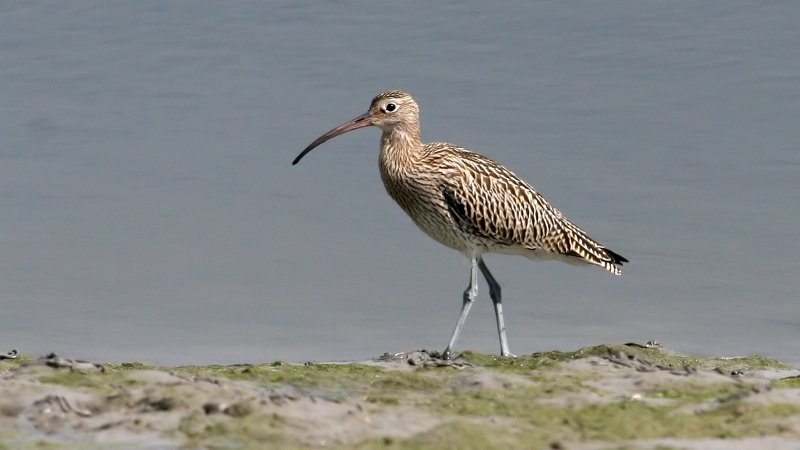
Courlis cendré

La haute vallée de la Bourbre entre Châbons et Virieu a longtemps été occupée par de grandes surfaces tourbeuses. Les surfaces restantes de
prairies humides peuvent encore héberger une flore spécifique ainsi que le courlis cendré (Numenius Aquarta). Quelques roselières sont également visibles sur cette zone.
Les rebelles des champs
À la sortie de Châbons en direction de Montrevel, trois statues en fer, pierre, bois sont apparues dans un pré depuis peu au bord d'une mare à proximité de la maison-atelier-lieu d’exposition de leur auteur. Celui-ci est l'artiste Jean Barral-Baron qui les a dénommées « Les rebelles des champs » et dans un court texte, il explique qu'elles « viennent nous demander une dernière fois de nous occuper de la terre, sinon qu'elles s'en empareront... »

### Patrimoine et tradition orales

#### Langue régionale

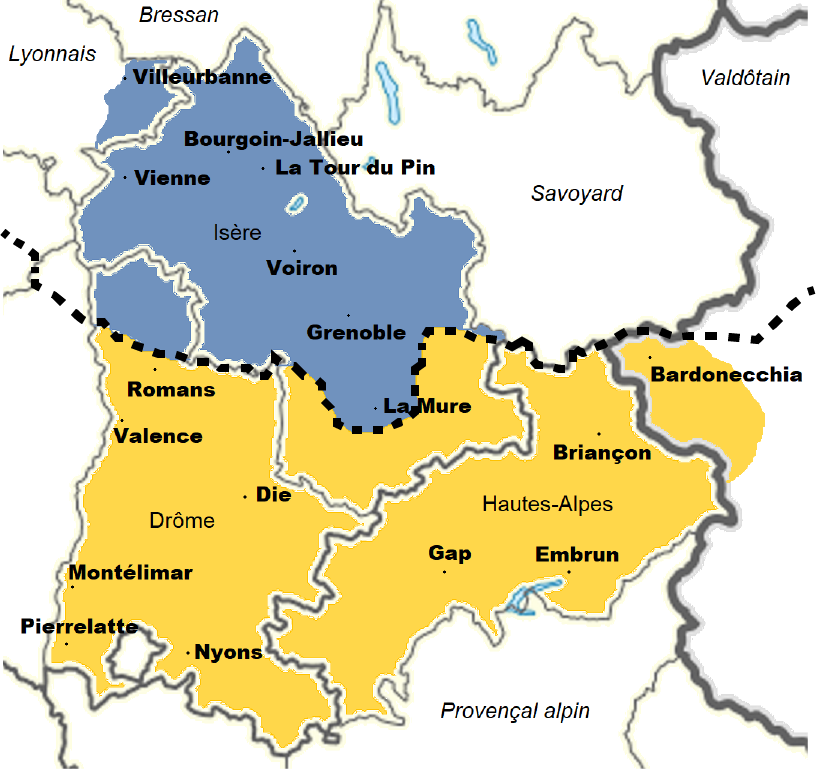
Carte linguistique du Dauphiné : Le dauphinois est un dialecte arpitan parlé dans le nord du Dauphiné

Historiquement, sur le plan linguistique, le territoire de Châbons, ainsi que l'ensemble du pays de la plaine de Bièvre, se situe au nord-ouest de l'agglomération grenobloise et au sud-est de l'agglomération lyonnaise et donc dans la partie centrale du domaine linguistique des patois dauphinois, laquelle appartient au domaine de la langues dite francoprovençal ou arpitan au même titre que les parlers savoyards, vaudois, Valdôtains, bressans et foréziens.
L'idée du terme, « francoprovençal », attribué à cette langue régionale parlée dans la partie centre-est de la France, différente du français, dit langue d'oïl et de l'occitan, dit langue d'oc est l'œuvre du linguiste et patriote italien Graziadio Isaia Ascoli en 1873 qui en a identifié les caractéristiques, notamment dans le Grésivaudan, les pays alpins et la vallée de l'Isère, depuis sa source jusqu'à sa confluence avec le Rhône.

### Personnalités liées à la commune
- Johan Barthold Jongkind (1819-1891)

En 1873, le peintre peintre, aquarelliste et graveur néerlandais J-B Jongkind arrive en gare de Chabons, s'installe, en limite communale, au Hameau de Mallein près du château de Pupetières, chez son beau fils Jules Fesser. Il en profite pour arpenter la vallée de la Bourbre et d’immortaliser les paysages environnants.
- Joseph Janin (1864-1935), médecin, homme politique, conseiller général du canton du Grand-Lemps, député de l'Isère de 1910 à 1914.
- Jean Ginet (1881-1942)

Homme politique français, il est élu sous l'étiquette radical-socialiste, député du Front populaire en 1936. Au Parlement il appartiendra à la commission de l'agriculture et à la commission de l'Alsace-Lorraine. Il votera en faveur de l'attribution des pleins pouvoirs constituants au maréchal Pétain le mercredi 10 juillet 1940 lors du congrès de Vichy. Maire depuis 1919, Jean Ginet meurt en pleine réunion du conseil municipal le 27 mars 1942 à l'âge de 61 ans. Il fut également conseiller général du Canton du Grand-Lemps.
- La famille Gallien de Châbons

Famille originaire du Passage, faits comtes de Châbons, dont Jean-Pierre de Gallien, comte de Châbons, né à Grenoble, aumônier du  comte d'Artois puis de la duchesse de Berry, évêque d'Amiens de 1822 à 1837 et pair de France en 1824.

### Châbons dans les arts

#### Dans la littérature

##### Alphonse de Lamartine

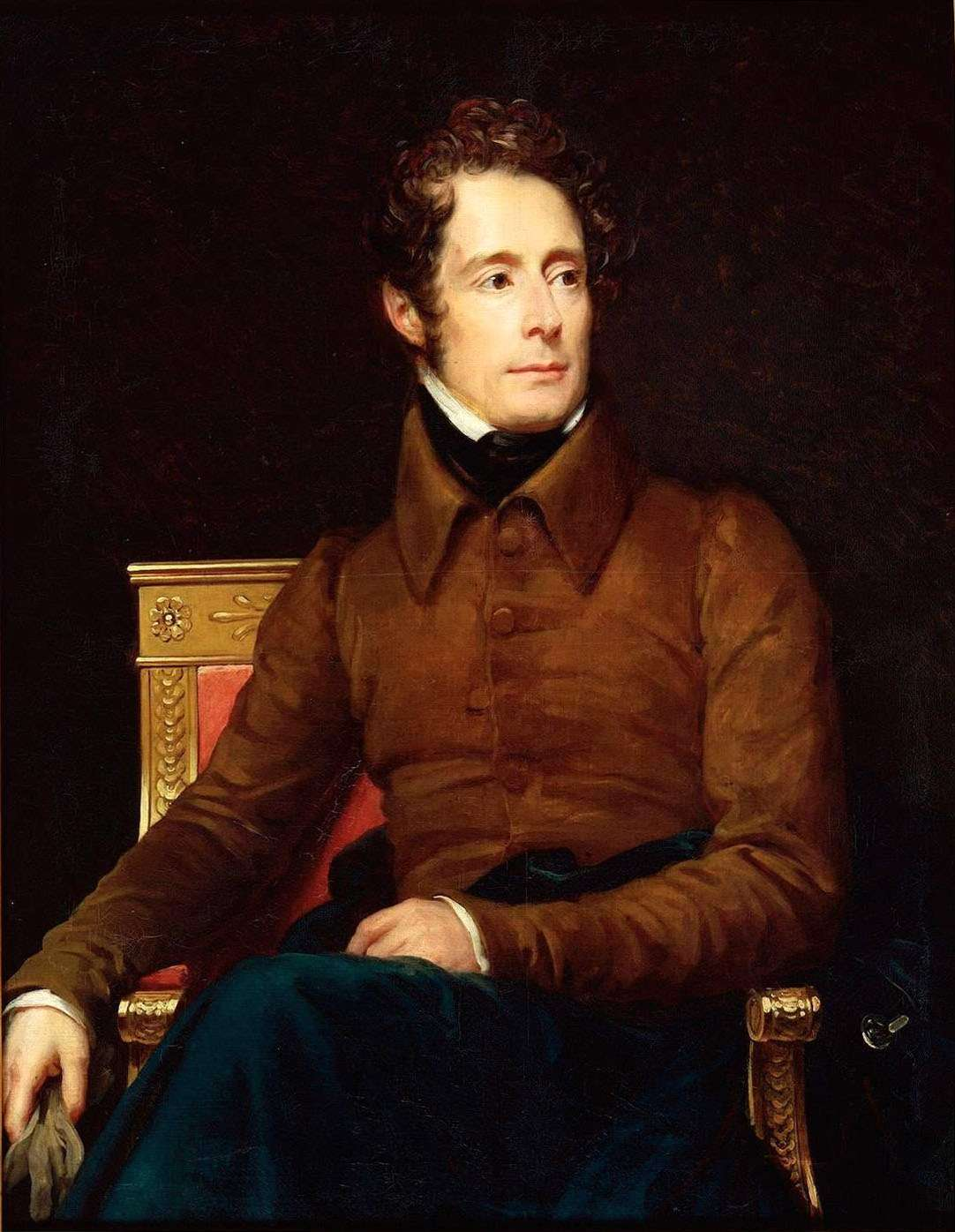
Alphonse de Lamartine

En 1819, l'écrivain et poète français Alphonse de Lamartine, invité par le jeune Aymon de Virieu, écrit le poème Le Vallon, publié dans son recueil Méditations poétiques, dans lequel il évoque le domaine de Pupetières et la région de Châbons.

Lamartine évoquera ce coin de verdure dans un de ses textes : 
«  Ce vallon est situé dans les montagnes du Dauphiné, aux environs du Grand-Lemps, il se creuse entre deux collines boisées, et son embouchure est fermée par les ruines d'un vieux manoir qui appartenait à mon ami Aymon de Virieu. Nous allions quelquefois y passer des heures de solitude, à l'ombre des pans de murs abandonnés que mon ami se proposait de relever et d'habiter un jour. Nous y tracions en idée des allées, des pelouses, des étangs, sous les antiques châtaigniers qui se tendaient leurs branches d'une colline à l'autre...  »

##### Costa de Beauregard
Le marquis Charles-Albert Costa de Beauregard, écrivain et historien franco-savoyard est l'auteur d'un ouvrage dénommé Le Roman d'un royaliste sous la Révolution. Souvenirs du Comte de Virieu (1892), dans lequel il narre la vie du comte de Virieu et de sa famille dans leur château de Pupetières durant la Révolution française.

#### Dans la peinture

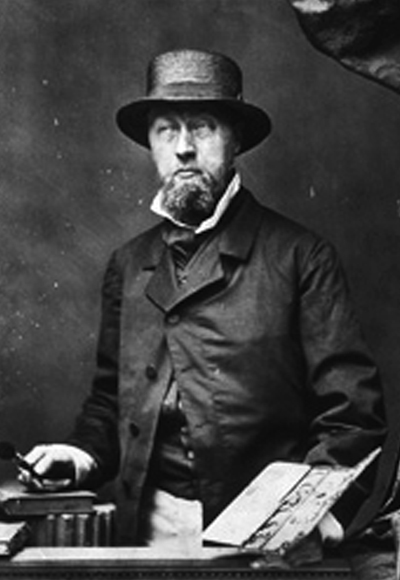
Johan B. Jongkind

L'aquarelliste et peintre néerlandais Johan Barthold Jongkind, a peint de nombreuses toiles représentant les différents secteurs de Châbons, dont :
- Châbons et la vallée de la Bourbre aquarelle 22 x 46,9[76] ;
- La maison du jardinier, aquarelle 22x36 de 1877 ;
- La causette sur la route, aquarelle 24x33 de 1877 ;
- La grand'route de Virieu, aquarelle 18x40 de 1877[77].

#### Au cinéma
- 2008 : Le crime est notre affaire, film français de Pascal Thomas avec Catherine Frot et André Dussollier, dont certaines scènes ont été tournées au Château de Pupetières[78]

#### À la télévision
- 2010 : Big Jim, téléfilm français de Christian Merret-Palmair, a été en grande partie tournée dans la ferme Durand, située à Châbons[79].

#### Vidéo
- [vidéo] Gildas Gaborieau, « une mémoire de Chabons », sur YouTube, 4 février 2020 (consulté le 10 décembre 2020), durée : 0 h 46.

### Héraldique
Les armoiries de Châbons sont celles qui ornaient le blason de la famille Gallien de Châbons.
| Blason de Châbons | Blason  | D'azur, au lion d'or, traversé d'une fasce de sinople chargée de trois besants d'argent. |
| Blason de Châbons | Détails | Le statut officiel du blason reste à déterminer.                                         |